# América Central
América Central, también llamada Centroamérica, es la región geográfica dentro del continente americano comprendida entre América del Norte y América del Sur. Está rodeada por el océano Pacífico y el océano Atlántico (mar Caribe). Políticamente, se divide en siete países independientes: Guatemala, Belice, Honduras, El Salvador, Nicaragua, Costa Rica y Panamá. Desde el punto de vista histórico-cultural, algunos historiadores delimitan la región comprendida por los antiguos territorios del Reino de Guatemala, es decir, las actuales repúblicas de Guatemala, El Salvador, Honduras, Nicaragua y Costa Rica, además de las entidades subnacionales al sur y sureste del istmo de Tehuantepec en México. Desde el punto de vista geográfico la región comprende los territorios ubicados entre este istmo, y la cuenca del río Atrato en el Darién colombiano. Su extensión territorial es de 522 760 km² y su población es de 50 690 000 habitantes aproximadamente.

## Historia

### Población

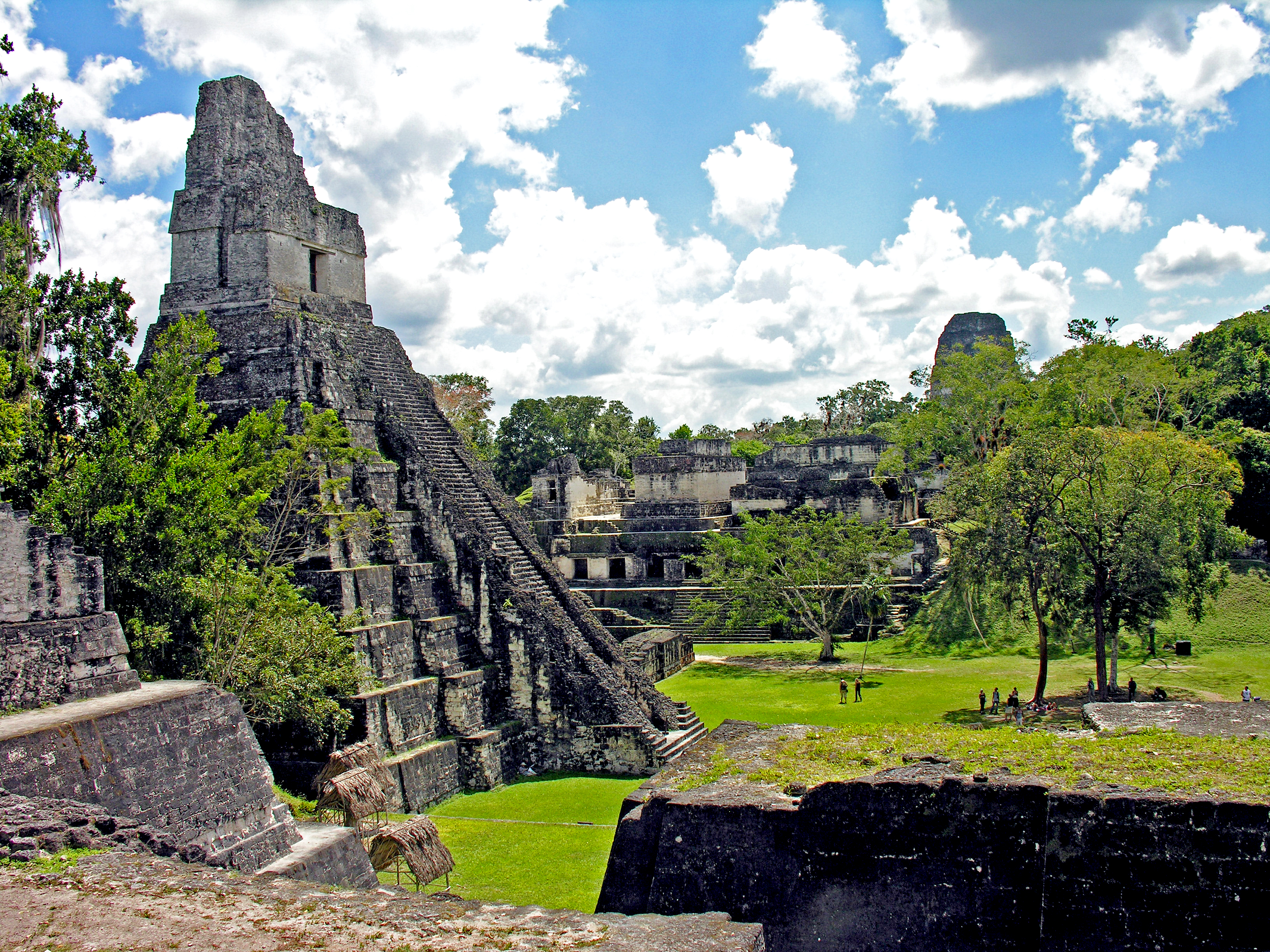
Pirámide de Tikal en Guatemala.

Centroamérica está compuesta por siete países: Guatemala, Belice, Honduras, El Salvador, Nicaragua, Costa Rica y Panamá.

América Central o Centroamérica estaba densamente poblada a la llegada de los europeos, y muchas culturas se habían desarrollado en ella, aunque parece que su grado de complejidad no superó a las existentes en Mesoamérica. Siendo un espacio de tránsito poblacional, se asentaron en su territorio grupos de las zonas culturales precolombinas de Mesoamérica y de América circuncaribeña tales como los pueblos lencas, náhuas, kunas, maya chortíes, tolupanes (anteriormente llamados jicaques), Pech (anteriormente denominados payas), chorotegas, nasos y bribris, que han habitado el subcontinente durante milenios. Las principales familias lingüísticas precolombinas de Centroamérica son la mayense, la xinca, la lenmichí (lenca, misumalpa, chibchense), estos grupos parecen ser de origen autóctono, mientras que otros grupos tendrían su origen en el centro y norte de Mesoamérica, como los náhuas (utoazteca) y los chorotegas (otomangue).
Se cree que los primeros habitantes llegaron a Centroamérica luego del arribo de los primeros seres humanos a América, provenientes de Asia septentrional por el estrecho de Bering o de las islas polinesias hace unos 15 000 años.
Los mayas son los pueblos habitantes de una vasta región que se ubicaba geográficamente en el territorio del sur de México, Guatemala, la zona occidental de Honduras y otras zonas de Centroamérica. Es especialmente importante su presencia e influencia en los actuales territorios de Guatemala, Honduras y en departamentos en la parte norte de El Salvador, con una rica historia de unos tres mil años.
En la actualidad siguen existiendo millones de mayas y hablantes de lenguas mayas, relacionadas con las lenguas mayas del período clásico. Las otras familias lingüísticas de la región no parecen relacionadas con las lenguas mayas y sus orígenes son difíciles de precisar. Aunque recientemente se ha establecido la existencia de un parentesco filogenético de las lenguas chibchas, las lenguas misumalpas y las lenguas lencas. Lo cual sugiere que esas familias se diversificaron en Centroamérica, lo cual aporta algo de luz sobre la relación de las poblaciones indígenas conocidas de la región.
Tanto Nicaragua como Costa Rica y Panamá se poblaron gracias a las olas migratorias desde diferentes latitudes y de diferentes grupos étnicos y su mezcla con los criollos, pueblos originarios, negros, mestizos y afro-mestizos que habitaban la zona durante la colonia. Los tres países ubicados al sur del istmo centroamericano han recibido inmigración proveniente de Europa, Asia, África y América en diferentes proporciones y contextos históricos como consecuencia de las necesidades de poblamiento de cada uno y el asilo político para refugiados y exiliados que brindan países como Costa Rica y Panamá.

### Desarrollo de la civilización maya

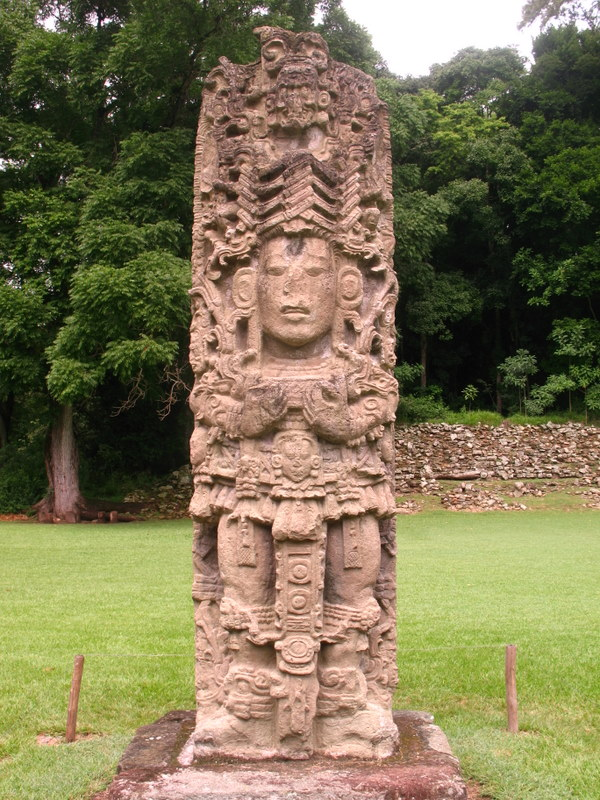
Estela en Copán en Honduras

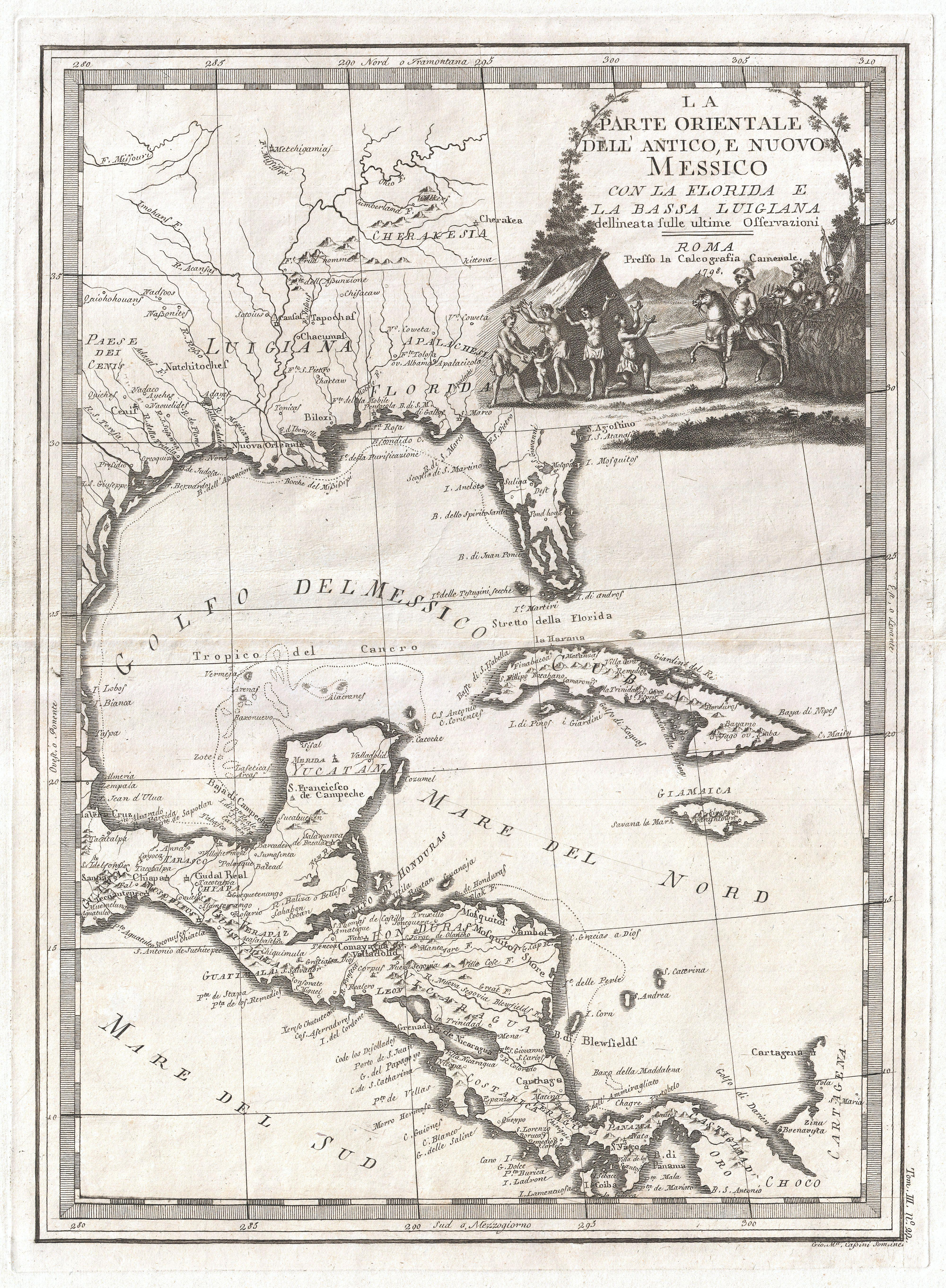
Centroamérica en 1798.

Con el máximo esplendor de las civilizaciones americanas, el continente entró en su historia gracias al desarrollo de la escritura, especialmente por parte de los mayas a partir del año 292. Aunque el aislamiento del continente con respecto al resto del planeta no permitió un intercambio de conocimientos que fortaleciera estas culturas para prepararlas a su futuro encuentro con los otros continentes, sus avances son de un gran valor universal y poseen gran vigencia, como es el calendario, las matemáticas, la astronomía, las observaciones geológicas y otros muchos elementos que son hoy materia de estudio.
En 292 comenzó el esplendor de la cultura maya. Este periodo, el clásico, se cerró en el 900 con la decadencia de los mayas. Tikal, Palenque y Copán figuran entre los principales centros urbanos mayas que eran ciudades-estado. En este período se encuentra también la cultura chavín que se extendió desde el occidente del Perú hasta Ecuador en América del Sur, entre el litoral y la ceja de selva. Esta cultura se desarrolló entre el 1500 a. C. y el 500 a C.; es decir, que durante un milenio, prevaleció su hegemonía en todo el quehacer andino de la región o en su área de influencia; tal es el caso de los recientes descubrimientos en las cuevas de Talgua, en Honduras.

### Independencia

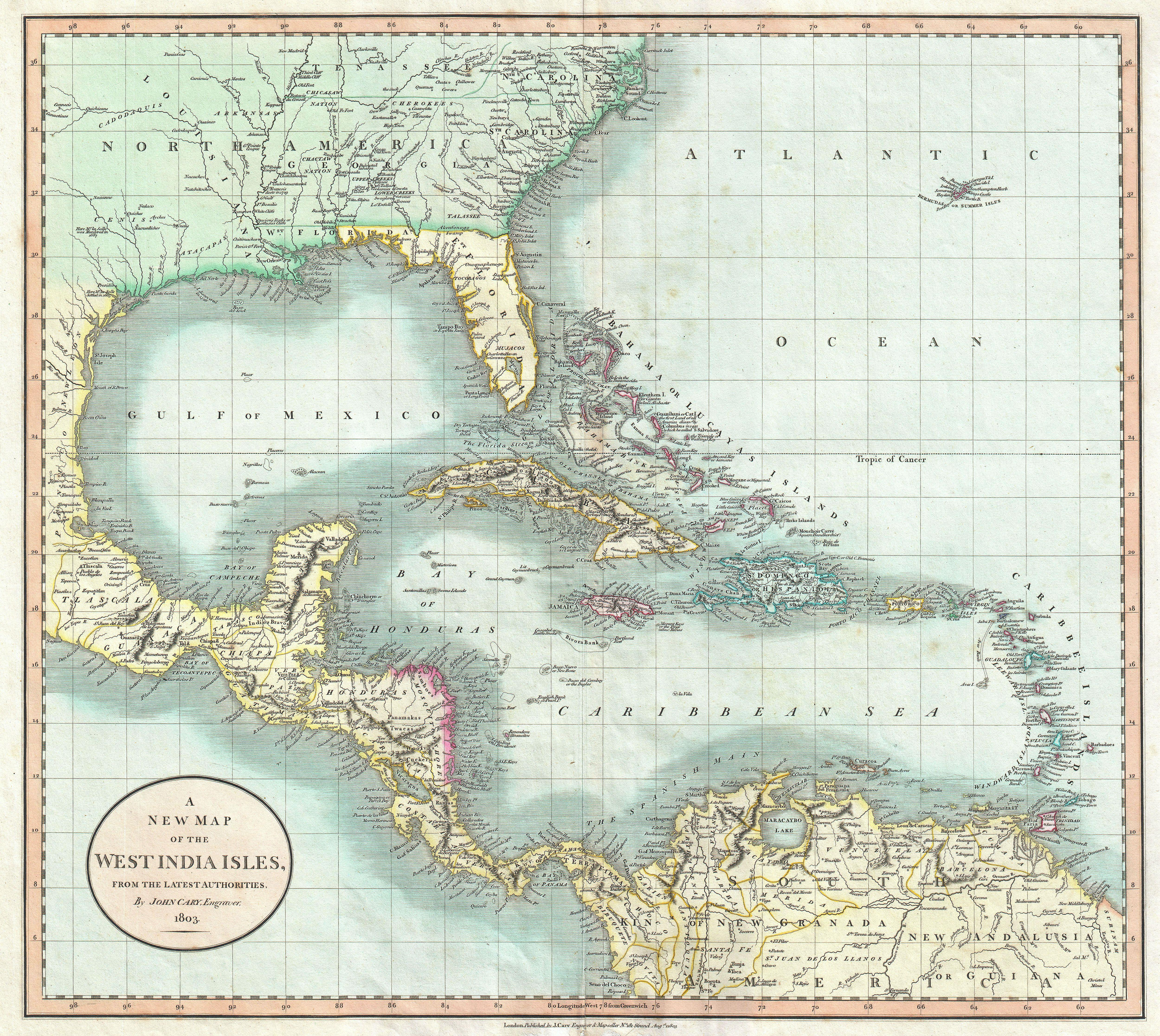
Centroamérica, 1803.

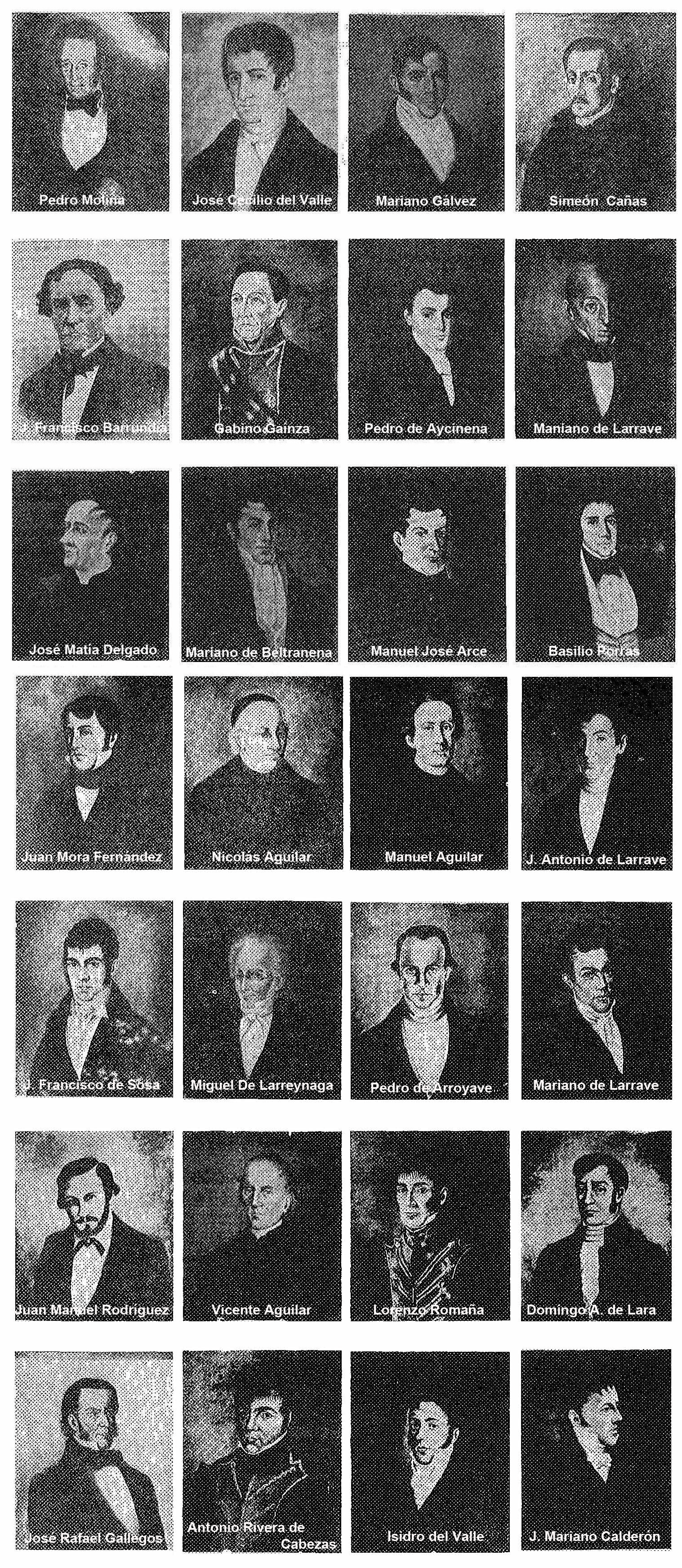
Próceres de la independencia Centroamérica

Bajo la influencia de los movimientos independentistas del resto de América, Centroamérica declaró su independencia de España sin luchas armadas, la cual se hizo efectiva el 15 de septiembre de 1821. La fecha es considerada todavía el día de la independencia por todas las naciones centroamericanas a excepción de Panamá, que celebra el 28 de noviembre su independencia de España. El capitán general español, Gabino Gaínza, ocupó el cargo de líder interino hasta que se formara un nuevo gobierno. La independencia tuvo corta vida, ya que Centroamérica fue anexada al Primer Imperio Mexicano de Agustín de Iturbide el 5 de enero de 1822. Los liberales centroamericanos objetaron este proceder, pero el ejército de México bajo el mando del General Vicente Filísola ocupó Ciudad de Guatemala y calmó los ánimos.
Después de la abdicación de Iturbide, los representantes de las provincias centroamericanas declararon la independencia absoluta de España, de México, y de cualquier otra nación extranjera el 1 de julio de 1823, y se estableció un sistema de gobierno republicano por medio de las Provincias Unidas del Centro de América.
Centroamérica, al igual que el resto de las naciones iberoamericanas (con excepción de Brasil), abolió de una manera total y definitiva la esclavitud tras la consecución de su independencia.

### Época republicana

Bandera de la República Federal del Centro de América.

Bandera de las Provincias Unidas del Centro de América.

La República Federal de Centro América agrupó a la región formada por Costa Rica, El Salvador, Guatemala, Honduras y Nicaragua actuales. Cabe mencionar que el estado mexicano de Chiapas era territorio de Guatemala, al tener antiguamente el rango de Audiencia Real, Centroamérica se une al Primer Imperio Mexicano de Iturbide en 1822, al separarse Guatemala de aquel último, Chiapas, por medio de un referéndum, se incorporó a México. Guatemala cedió únicamente la Región de Soconusco.
El 11 de septiembre de 1900 se dicta el Fallo Loubet entre Colombia y Costa Rica para definir la frontera terrestre y marítima cuando aún Panamá pertenecía a los Colombia donde se reconoce la soberanía del Archipiélago de San Andrés, Providencia y Santa Catalina y demás islas pertenecientes a la antigua Provincia de Cartagena, aunque luego se daría la Separación de Panamá de Colombia, aunque el Archipiélago de San Andrés se quedaría con Colombia.
El último intento por unir a Centroamérica en un solo país fue la proclamación de la Federación de Centro América entre 1921 y 1922.
El 24 de marzo de 1928, por medio del Tratado Esguerra-Bárcenas, Colombia le reconoció a Nicaragua la soberanía sobre la Costa de Mosquitos. Sin embargo, aún existen conflictos limítrofes entre ambos países, después de que la Corte Internacional de Justicia de La Haya, le otorgara a Nicaragua en 2012 casi el 40% de mar territorial que hasta ese entonces poseía Colombia en el mar Caribe. En 2013 las pretensiones de la nación centroamericana incluían la extensión de la plataforma continental casi hasta las puertas de Cartagena de Indias, después de perder su lucha por la posesión del Archipiélago de San Andrés, Providencia y Santa Catalina, bajo soberanía del país suramericano como estado heredero del Virreinato de Nueva Granada. Pero el fallo de la CIJ en 2023 le dio la razón a Colombia, al impedir las pretensiones de Nicaragua sobre el mar territorial de Colombia, en la actualidad queda pendiente la firma de un tratado que establezca la demarcación territorial entre los dos países.
Dos países más jóvenes, Panamá y Belice, no comparten la historia común ni el horizonte cultural de Centroamérica, ya que Panamá estaba integrada a los Virreinato del Perú y Virreinato de Nueva Granada, y luego al independizarse de España, se unió voluntariamente a la Gran Colombia; y Belice, por su parte, fue una colonia del Reino Unido.
La exclusión de Panamá en el mencionado proyecto centroamericano se debe a la pertenencia histórica del territorio del istmo panameño al subcontinente suramericano mediante la estructura administrativa colonial, primero del Virreinato del Perú, luego del Virreinato de Nueva Granada, y posteriormente gracias a la asimilación de su territorio a Colombia desde 1821 hasta su separación en 1903.
Panamá no formó parte de los proyectos políticos integracionistas de Centroamérica hasta su incorporación voluntaria al Parlamento Centroamericano en 1992, organismo del cual el gobierno panameño decidió retirarse voluntariamente en el año 2010 aunque no lo logró por muchos años.
Actualmente, República Dominicana también forma parte de esta región desde el punto de vista político y económico, ya que es miembro del Sistema de la Integración Centroamericana, un órgano a cargo de facilitar la integración de la región, del Parlamento Centroamericano y del Tratado de Libre Comercio entre Estados Unidos, Centroamérica y República Dominicana (CAFTA).

## Geografía

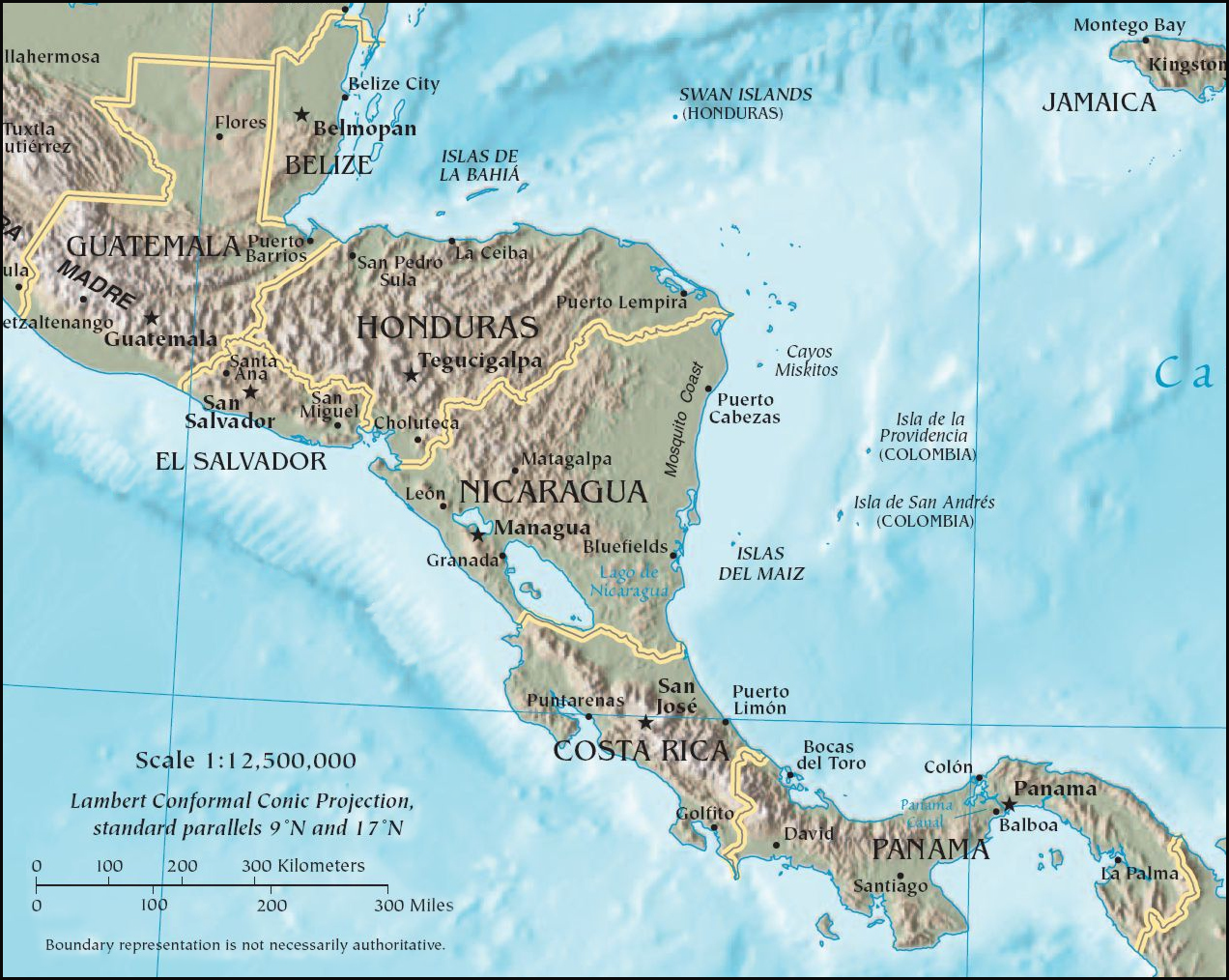
Relieve centroamericano.

América Central comprende geográficamente el territorio situado en las latitudes medias de América, localizado entre el istmo de Tehuantepec en México y el istmo de Panamá. El área está integrada por las siete naciones independientes de Belice, Costa Rica, El Salvador, Guatemala, Honduras, Nicaragua y Panamá, además de los cinco estados mexicanos de Campeche, Chiapas, Quintana Roo, Tabasco y Yucatán. Los mapas incluyen también la parte oeste del golfo de Urabá (región del Darién) departamento de Chocó y el departamento de San Andrés, Providencia y Santa Catalina en Colombia que políticamente están incluidos en Sudamérica, y además las Antillas.
Centroamérica continental comprende la estrecha franja de tierra que une las dos grandes porciones de territorio americano. Este sector es recorrido por un sistema montañoso denominado Cordillera Central, menor en longitud y alturas si se consideran otros ejemplos en el continente americano.
Centroamérica se asienta sobre la placa del Caribe y tiene una extensión de 523 000 kilómetros cuadrados, situada en el hemisferio occidental, desde el istmo de Tehuantepec (situado al sur de México), hasta el Valle del río Atrato, en Colombia, separando al océano Atlántico del océano Pacífico. Representa únicamente el 1 % de la superficie terrestre del mundo y cuenta con el 8 % de las reservas naturales del planeta, entre las que se identifican 22 zonas de vida, 17 regiones ecológicas que albergan 20 000 especies vegetales. Para la conservación de estas riquezas naturales, se cuenta con 144 áreas protegidas y 124 parques naturales.

### Medios físicos

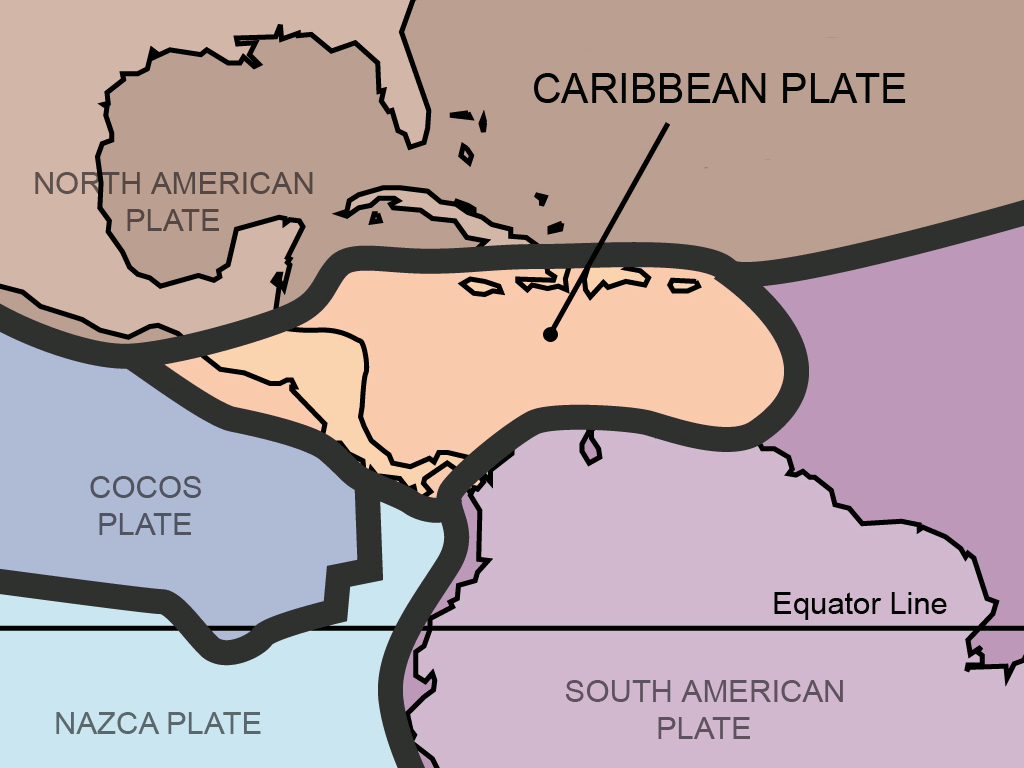
Centroamérica y la placa del Caribe.

Centroamérica es mayoritariamente una región montañosa y escarpada. Esta región contiene varios niveles montañosos unidos a las estructuras de América del Norte y de América del Sur, y por estar dominado por dos sistemas geológicos, es uno de los grandes ejes volcánicos de la Tierra. Cuenta con unos 60 volcanes en el interior (casi todos apagados) y 31 sobre la costa del océano Pacífico (la mayoría activos) de los cuales algunos se elevan a más de 4000 msnm. La superficie terrestre asciende abruptamente desde la región costera del océano Pacífico a las crestas de las montañas, y desciende gradualmente en la región que se extiende a lo largo del mar Caribe.
Centroamérica es una región del continente americano cuya corteza terrestre es especialmente inestable, ya que se encuentra en el borde occidental de la placa tectónica del Caribe. Desde la frontera norte de Guatemala hasta la línea fronteriza que divide Panamá y Colombia; tiene una longitud de 2830 km en la costa del océano Pacífico, y aproximadamente 2740 km en la costa del mar Caribe. La subducción de la corteza oceánica de este borde, que empezó hace 25 millones de años, elevó la tierra desde el mar.
En la parte norte, el territorio está formado por terrenos sedimentarios de areniscas y calizas, sobre un basamento cristalino. Una zona de fracturas se extiende hacia el sudeste formando cuencas lacustres, con los lagos Xolotlàn y Cocibolca. Hacia el sur de esta zona, se extiende un área volcánica o eje, en una cordillera de unos 1500 km de longitud, con más de 40 grandes volcanes, algunos de ellos actualmente activos.
Las costas del océano Pacífico son más aptas para la radicación del hombre, pero menos favorables para los cultivos tropicales, debido a que se producen menos lluvias que en el litoral atlántico.

### Hidrografía

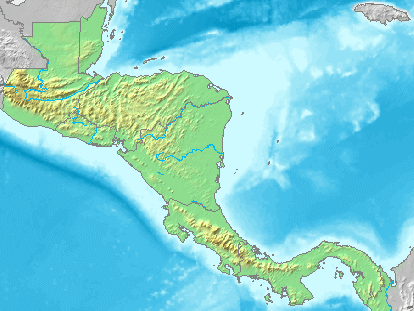
Mapa físico de Centroamérica.

En América Central, los ríos son cortos y corresponden principalmente a la vertiente atlántica. Estos ríos cumplen varias funciones, sirviendo incluso como fronteras; tal es el caso de los ríos Segovia o Coco (entre Honduras y Nicaragua), el río Motagua (entre Guatemala y Honduras), el río Usumacinta (entre Guatemala y México), el río San Juan de Nicaragua (entre Costa Rica y Nicaragua) y el río Sixaola (entre Costa Rica y Panamá). En esta región, destacan por su extensión los lagos nicaragüenses (lago de Nicaragua y lago de Managua) y el lago Gatún ubicado en el canal de Panamá.
Centroamérica no cuenta con ríos largos debido a su geografía ístmica. Los ríos más largos desembocan en el mar Caribe, en tanto que los más numerosos, pequeños y caudalosos, desaguan en el océano Pacífico. Entre los más largos están:
- Usumacinta (Guatemala, México), que nace en Quiché, Guatemala y desemboca en el golfo de México. Sirve en uno de sus tramos como frontera entre Guatemala y México. Longitud aproximada: 1100 km.
- Río Lempa (El Salvador, Guatemala, Honduras), se origina en Chiquimula, Guatemala y desemboca en El Salvador entre los departamentos de Usulután y San Vicente. Longitud: 422 km.
- Río Motagua (Guatemala), se origina en Quiché, Guatemala y desemboca en la frontera de Honduras y Guatemala. Longitud: 486 km.
- Ulúa (Honduras), que se origina en la sierra Opatoro y desemboca en el golfo de Honduras. Longitud aproximada: 358 km.
- Río Coco (Nicaragua-Honduras), es el río más largo de Centroamérica, que en uno de sus tramos sirve de frontera entre Honduras y Nicaragua y desemboca en la costa caribeña. Longitud: 680 km.

Los ríos nacen en las cordilleras paralelas al océano Pacífico. Son de régimen irregular, registrándose sus crecientes durante el verano. Los más extensos y de mayor caudal corresponden a la cuenca del mar Caribe, a excepción del istmo de Panamá, en donde los ríos de la vertiente caribeña son más cortos y los de la vertiente pacífica más extensos como el río Chucunaque con 231 km que desemboca en el golfo de San Miguel, en el océano Pacífico.

### Clima
En Centroamérica predomina el clima tropical, siendo más lluviosa la vertiente atlántica que la pacífica. El régimen de precipitaciones es cambiante, y depende de la dirección de los vientos y de la posición de las zonas de convergencia tropical e intertropical. La temperatura se caracteriza por tener variaciones poco marcadas entre el día y la noche. La temperatura ambiental varía según los índices de nubosidad y altitud. En zonas de relieve montañoso la altura determina las variedades del clima.
Desde el nivel del mar hasta aproximadamente unos 900 m se encuentran las denominadas "tierras calientes" con verano térmico permanente y abundantes precipitaciones. Entre los 1.000 m y 2500 m sobre el nivel de mar se hallan las tierras templadas donde las temperaturas medias anuales están entre los 15 °C y los 25 °C; las precipitaciones predominan a fines del verano. Por encima de los 2500 m se encuentran las tierras frías con temperaturas medias que no alcanzan los 20 °C y con marcadas amplitudes térmicas diarias.

### Flora y fauna

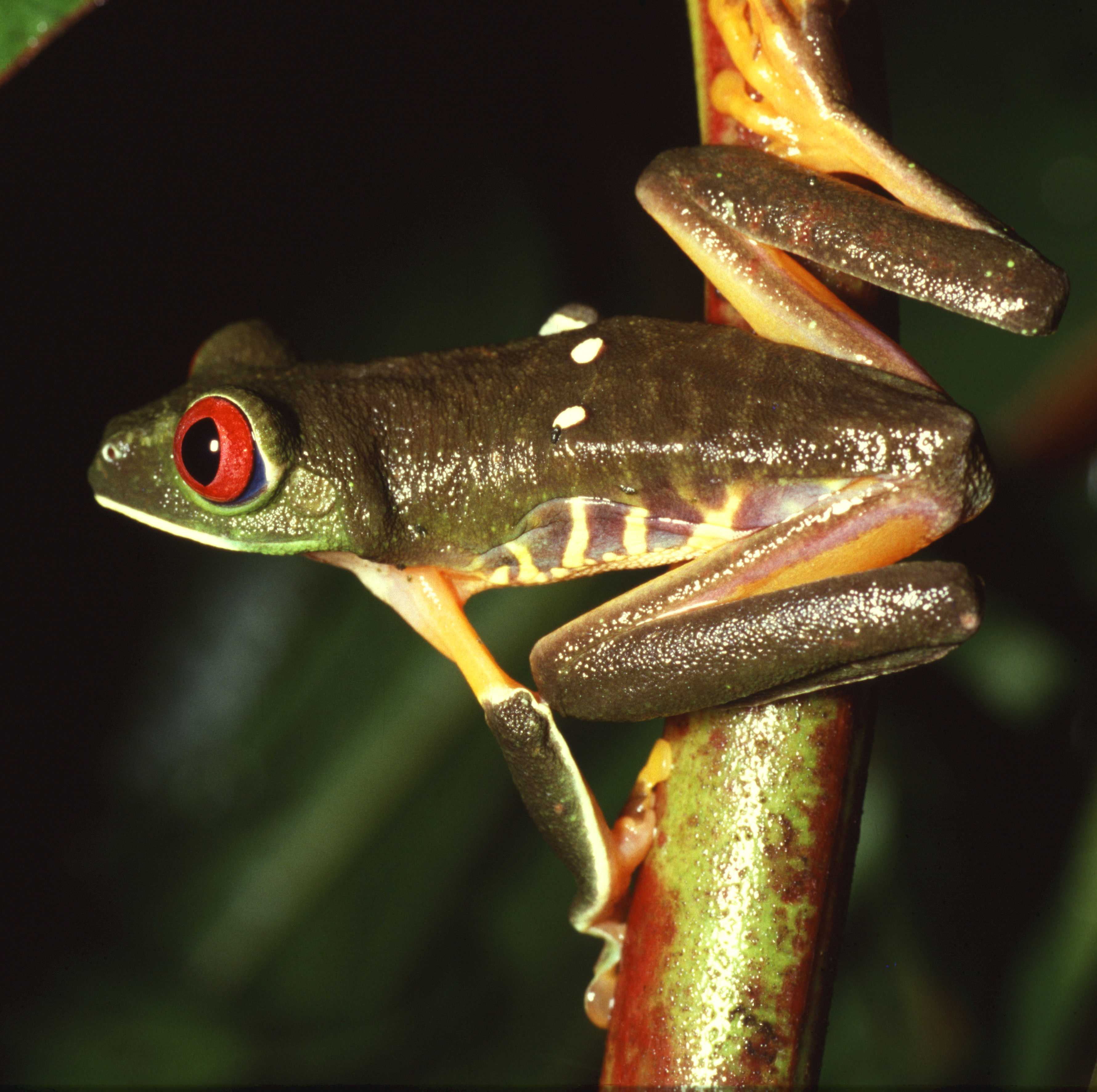
Rana verde de ojos rojos (Agalychnis callidryas).

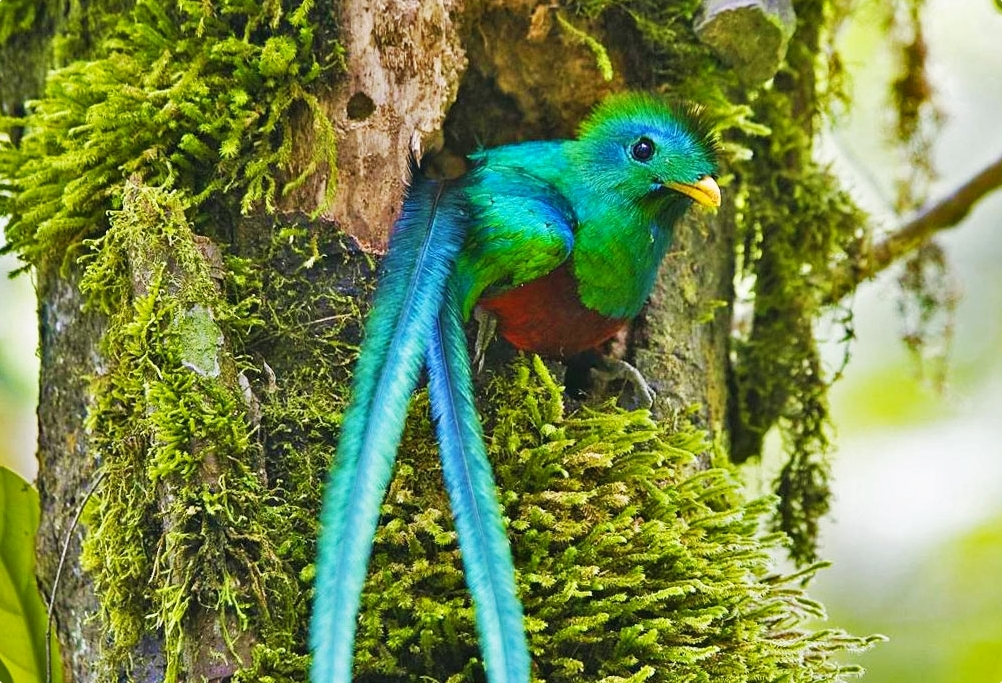
Quetzal (Pharomachrus mocinno), ave símbolo de Guatemala.

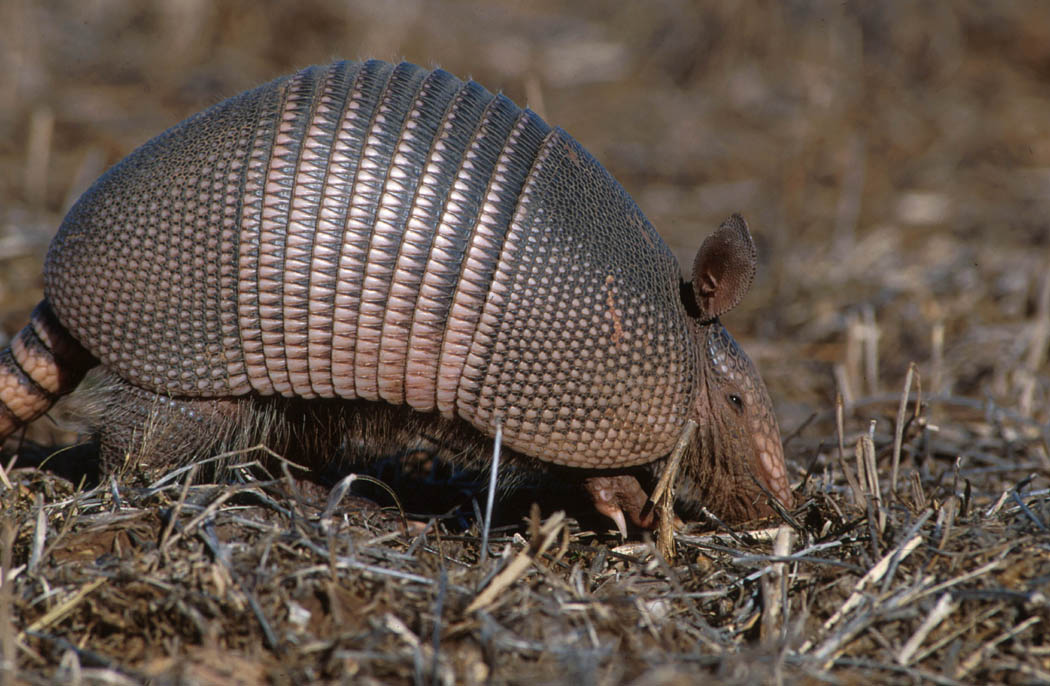
Armadillo de nueve bandas (Dasypus novemcinctus).

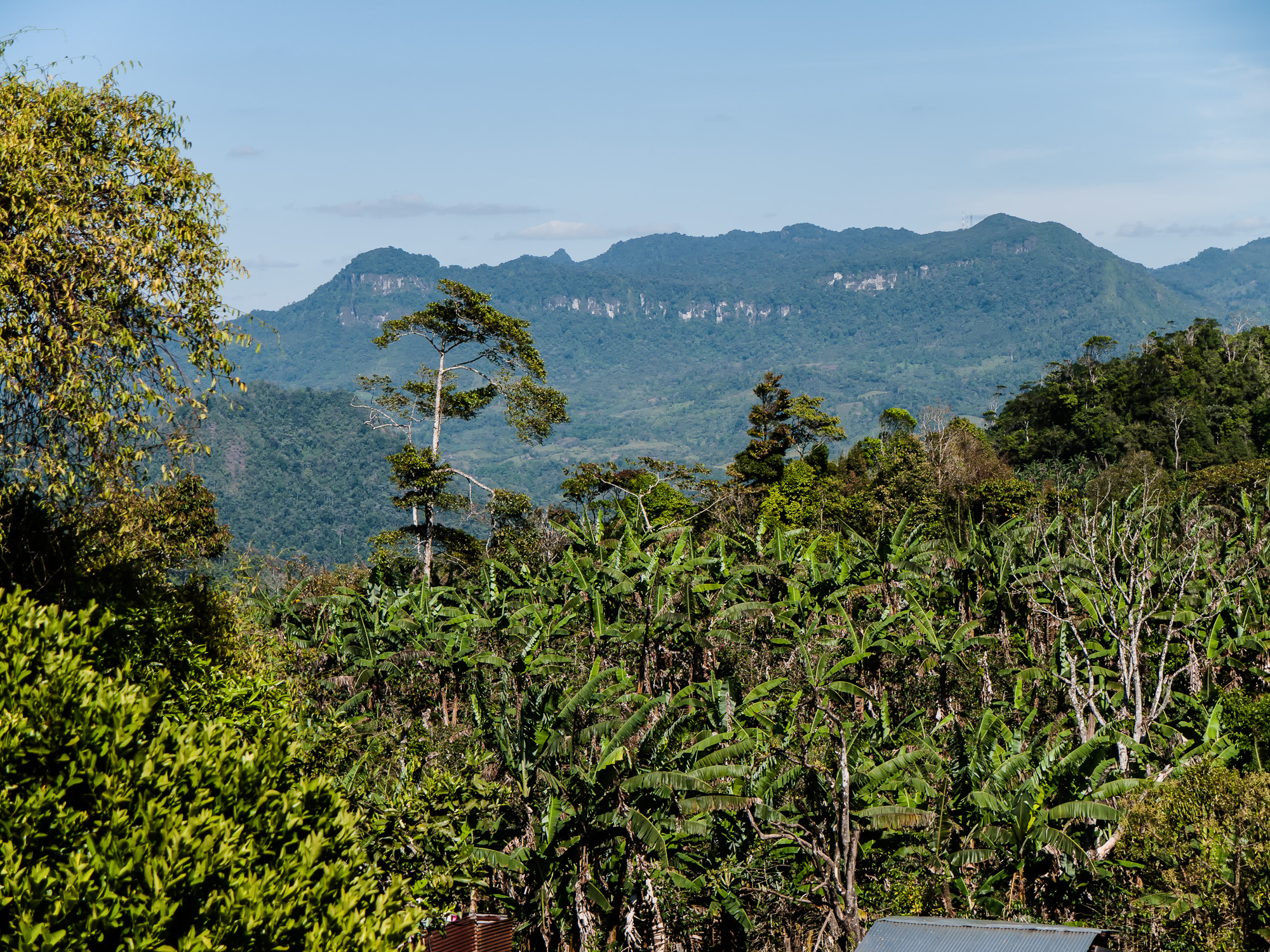
Peñas Blancas, parte de la Reserva de la biosfera Bosawás es la segunda selva más grande del hemisferio occidental, después del Amazonas en Brasil. Situado al noreste de la ciudad de Jinotega, en el noreste de Nicaragua.

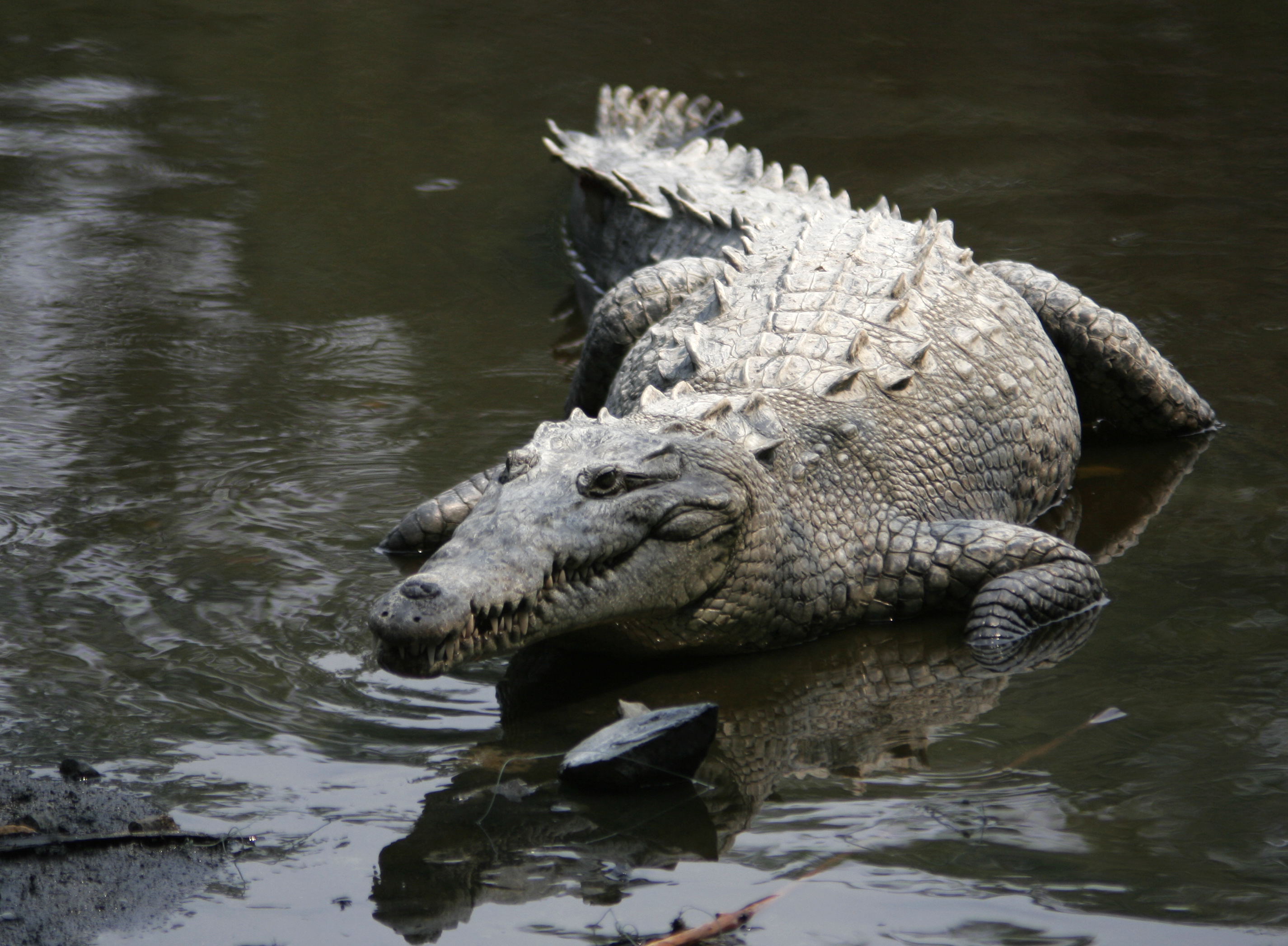
Cocodrilo americano (Crocodylus acutus).

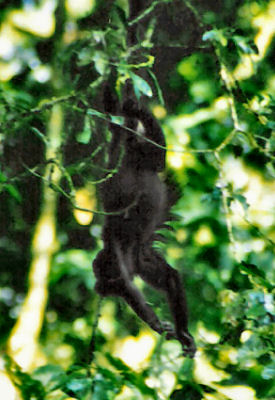
Mono aullador negro (Alouatta palliata).

América Central se caracteriza por las temperaturas suaves en ambas costas del continente. Los inviernos son suaves y los veranos frescos con una oscilación térmica anual pequeña. Las precipitaciones son abundantes y están bien distribuidas. La flora y fauna de Centroamérica alberga especies del norte y del sur de América, además de un gran número de especies endémicas, Esta diversidad tiene su origen en ser una zona de tránsito entre dos continentes, dos grandes regiones oceánicas y ser refugio durante las diversas glaciaciones o debido al aislamiento geográfico pasado que convirtió el área en archipiélagos. Actualmente los endemismos son el 7 % de las especies conocidas, pero este dato es engañoso ya que es una de las zonas de mayor biodiversidad del mundo y el gran número de especies esconde que el número de especies endémicas también es muy elevado.
Los mamíferos son más comunes en Guatemala (230 especies), Panamá (229 especies), Nicaragua (225
especies), Honduras (218
especies), Costa Rica (227 especies), El Salvador (210 especies). Principalmente se encuentran venados, jaguares, pumas, colibríes, torogozes, quetzales (ave símbolo de Guatemala), zopilotes, tapires y guacamayas (ave nacional de Honduras).
En general todos los países de la región son ricos en biodiversidad: en Guatemala y El Salvador se presentan buenas oportunidades para observar aves; en Nicaragua buenas oportunidades para observar especies marinas Honduras es el que tiene más bosques de pinos, tiene el arrecife coralino más grande de América y el segundo del mundo, también tiene la Reserva de la Biosfera de Río Plátano un bosque con rica biodiversidad, diversos grupos étnicos y restos arqueológicos que está compitiendo para ser una de las siete maravillas naturales del mundo.
A continuación, las especies por país:
Belice: a pesar de su reducida superficie, alberga una gran biodiversidad. El país es parte (junto con México, Guatemala y Honduras) del segundo mayor arrecife coralino del mundo (Mesoamericano) y en él habitan numerosas especies de peces. Además en el interior del país se da la selva tropical. Belice fue el país pionero en la protección del jaguar, ya que en 1987 estableció la primera reserva de jaguares. El país cuenta con 150 especies de mamíferos, 275 especies de aves, 112 especies de reptiles, 38 especies de anfibios, 600 especies de peces (agua dulce y salada), 3408 especies de plantas y un número indeterminado de especies de invertebrados. Es destacable que esta biodiversidad se encuentra protegida en la mayor parte del país mediante un excelente sistema de áreas protegidas; gracias al cual, menos del 2 % de las especies beliceñas se hallan en peligro de extinción.
Costa Rica: cerca de un 25 % del territorio se encuentra protegido, lo cual favorece que la biodiversidad se conserve. Se han identificado 227 especies de mamíferos, 700+ especies de aves, 232 especies de reptiles, 186 especies de anfibios, 172 especies de peces de agua dulce, 10 000 especies de plantas y un estimado de 300 000 especies de insectos. A pesar de que el país cuente con un excelente Sistema de Áreas Naturales Protegidas, cerca de 1600 especies se hallan en peligro de extinción.
El Salvador: es el país más densamente poblado del continente. Muchos de sus ecosistemas se han perdido y muchas especies (por ejemplo el jaguar, el danto y el oso hormiguero) han desaparecido. No obstante en los fragmentos que quedan de la antigua selva tropical (que cubría la mayor parte del territorio salvadoreño) y en los reducidos manglares aún sobreviven numerosas especies. Todos los fragmentos de la antigua selva tropical salvadoreña se hallan protegidos y juntos suman algo más de 287 000 ha; el manglar, muy fragmentado, también está protegido. Entre todas las áreas protegidas del país suman casi el 5 % del territorio salvadoreño. En el país se han identificado 207 especies de mamíferos, 315 especies de aves, 121 especies de reptiles, 70 especies de anfibios, 170 especies de peces de agua dulce, 3000 especies de plantas y se estiman en varios miles las especies de invertebrados. El Ministerio de Medio Ambiente es el encargado de proteger la biodiversidad del país, en este país se están haciendo esfuerzos por proteger más zonas boscosas del país, así como ya habrían hecho con La cordillera del Bálsamo y la Finca El Espino, en el país se protegieron todas las áreas de manglares y están sembrando más para que se hagan una barrera natural a lo largo de grandes costas contra Tsunamis.
Guatemala: destaca por su variada biodiversidad. En el Petén se encuentra la Selva Maya, una de las más grandes al norte de la Amazonía. Además de la Selva Maya, el país cuenta con la Sierra de las Minas, en la cual viven cerca del 80 % de las especies registradas en Guatemala y Belice. El país cuenta con 230 especies de mamíferos, 738 especies de aves, 250 especies de reptiles, 225 especies de peces de agua dulce y casi 9000 especies de plantas. Casi el 32 % del territorio guatemalteco se encuentra protegido.
Honduras: alberga por su ubicación un gran número de endemismos. Su vegetación, compuesta por 7524 especies de plantas, da cobijo a una gran diversidad de aves (720 especies), de reptiles (211 especies), de mamíferos (218 especies), y de anfibios (111), en sus ríos nadan más de 89 especies de peces, pero en su litoral alrededor de 990, resaltando el tiburón ballena. En total más de 1079 especies de peces. Cuenta con la Reserva de la Biosfera de Río Plátano, la cual tiene cerca de 7000 km² de selva húmeda y con la ecorregión de manglares con un área de 1036 km² en la costa caribeña.
Nicaragua: tiene las mayores tierras forestales de toda América Central y la mayor cantidad de agua. Bosawás es una reserva de la biosfera en el norte del país en el departamento de Jinotega; es también (junto con las selvas de la Mosquitia hondureña) la segunda selva más grande en el hemisferio occidental. Además de Bosawás; Nicaragua cuenta con la Reserva de la Biosfera Río San Juan, en la frontera con Costa Rica. Esta reserva protege los humedales más grandes de la región, así como las mayores selvas lluviosas del sur de América Central. En Nicaragua se encuentra el tiburón de agua dulce. La WCMC estimó para Nicaragua, en 1998, 300 especies de mamíferos, 582 especies de aves, 220 reptiles, 170 especies de anfibios, 180 especies de peces y 190 peces de agua dulce; 9997 especies de plantas y un estimado de 290 000 especies de insectos. El 40 % del territorio se encuentra protegido. Nicaragua es el tercer país de Centroamérica con más reservas naturales pero hay muchas especies en peligro de extinción.
Panamá: el país más meridional de la región es también uno de los más biodiversos. Por su cercanía a América del Sur, alberga varias especies sudamericanas como el poncho o capibara (el roedor más grande del mundo), el oso frontino u oso de anteojos, y la guacamaya azul y amarillo (Ara ararauna). Esto causa hace que Panamá posea una mayor biodiversidad que otros países de la región, como El Salvador o Belice, y un mayor número de especies en algunos géneros. Es el primer país de la región en peces (1497, las vecinas Costa Rica y Nicaragua albergan 1254 y 1176 especies respectivamente), en aves (1002 especies) y en mamíferos (229 especies, incluyendo el mayor número de primates de la región) con notables endemismos como el mono aullador de Coiba (Alouatta coibensis), el agutí o ñeque de la Isla de Coiba (Dasyprocta coibae) o el perezoso pigmeo de la Isla Escudo de Veraguas (Bradypus pygmaeus). Posee 10 115 especies de plantas, de reptiles 229 especies y de anfibios 179 especies.
Puntos más altos de Centroamérica
| País        | Nombre           | Elevación (metros) | Cordillera              |
| ----------- | ---------------- | ------------------ | ----------------------- |
| Belice      | Doyle's Delight  | 1124               | Cockscomb Range         |
| Costa Rica  | Cerro Chirripó   | 3820               | Cordillera de Talamanca |
| El Salvador | Monte el Pital   | 2730               | Sierra Madre            |
| Guatemala   | Volcán Tajumulco | 4220               | Sierra Madre            |
| Honduras    | Cerro Las Minas  | 2849               | Cordillera de Celaque   |
| Nicaragua   | Mogotón          | 2107               | Cordillera Isabelia     |
| Panamá      | Volcán Barú      | 3475               | Cordillera de Talamanca |

## División política

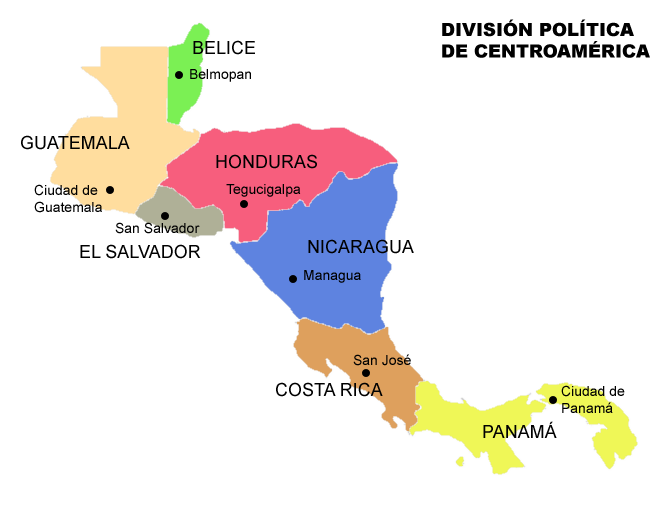
Mapa de la división política de América Central y sus capitales.

América Central comprende políticamente el territorio situado en las latitudes medias de América, localizado entre la frontera sur de México y la frontera occidental de Colombia. América Central se divide en siete países independientes: Belice, Costa Rica, El Salvador, Guatemala, Honduras, Nicaragua y Panamá. Debido a la reciente integración política en el subcontinente y a que en varias oportunidades le ha sido negada su entrada al CARICOM a causa de la diferencia de tamaño con este bloque, República Dominicana, un país geográficamente vinculado al Caribe, es algunas veces incluido.
|                                             |        | Belice | 1981                 | 22 966           | 387 879    | 16,6     | Belmopán                  | Inglés                |  |  |
|                                             |        | Costa Rica República de Costa Rica                                                                             | 1838                 | 51 100           | 5 003 000  | 96,9     | San José                  | Español               |  |  |
|                                             |        | El Salvador República de El Salvador                                                                           | 1841                 | 21 041           | 6 427 479  | 304,7    | San Salvador              | Español               |  |  |
|                                             |        | Guatemala República de Guatemala                                                                               | 1840                 | 108 889          | 17 613 245 | 158,3    | Ciudad de Guatemala       | Español               |  |  |
|                                             |        | Honduras República de Honduras                                                                                 | 1838                 | 112 492          | 9 417 167  | 83,7     | Tegucigalpa               | Español               |  |  |
|                                             |        | Nicaragua República de Nicaragua                                                                               | 1838                 | 130 370          | 6 351 956  | 48,5     | Managua                   | Español               |  |  |
|                                             |        | Panamá República de Panamá                                                                                     | 1903                 | 75 517           | 4 170 607  | 55,1     | Ciudad de Panamá          | Español               |  |  |
| Total                                       | ---    | --- | ---                  | 522 375          | 49 371 333 | 94,5     | ---                       |                       |  |  |
| Territorios administrativos de otros países |        | |                      |                  |            |          |                           |                       |  |  |
| Bandera                                     | Escudo | Nombre oficial                                                                                                 | Estado Administrador | Superficie (km²) | Población  | Densidad | Capital                   | Idioma(s) oficial(es) |  |  |
|                                             |        | Campeche Estado Libre y Soberano de Campeche                                                                   | México               | 57 924           | 928 363    | 16,0     | San Francisco de Campeche | es                    |  |  |
|                                             |        | Chiapas Estado Libre y Soberano de Chiapas                                                                     | México               | 73 211           | 5 543 828  | 75,7     | Tuxtla Gutiérrez          | es                    |  |  |
|                                             |        | Quintana Roo Estado Libre y Soberano de Quintana Roo                                                           | México               | 50 212           | 1 857 985  | 41,6     | Chetumal                  | es                    |  |  |
|                                             |        | San Andrés, Providencia y Santa Catalina Departamento Archipiélago de San Andrés, Providencia y Santa Catalina | Colombia             | 52               | 63 692     | 1213,1   | San Andrés                | es                    |  |  |
|                                             |        | Tabasco Estado Libre y Soberano de Tabasco                                                                     | México               | 25 267           | 2 402 598  | 95,0     | Villahermosa              | es                    |  |  |
|                                             |        | Yucatán Estado Libre y Soberano de Yucatán                                                                     | México               | 43 379           | 2 320 898  | 53,5     | Mérida                    | es                    |  |  |
| Total                                       | ---    | --- | ---                  | 250 045          | 13 117 364 | 52,4     | ---                       |                       |  |  |
| Cifras totales                              |        | |                      |                  |            |          |                           |                       |  |  |
| Total                                       | ---    | --- | ---                  | 772 420          | 62 488 697 | 80,8     | ---                       |                       |  |  |

## Ciudades más pobladas
Aclaratoria: Los datos correspondientes al apartado son de los municipios/cantones citadinos de cada país.
| N.º. | Ciudad              | País        | Población según Citypopulation Est. | Población según Censos Nacionales |
| ---- | ------------------- | ----------- | ----------------------------------- | --------------------------------- |
| 1    | Distrito Central    | Honduras    | 1 326 590                           | 1 157 509                         |
| 2    | Ciudad de Guatemala | Guatemala   | 1 221 739                           | 923 392                           |
| 3    | Managua             | Nicaragua   | 1 051 236                           | 908 892                           |
| 4    | San Pedro Sula      | Honduras    | 834 883                             | 719 064                           |
| 5    | Mixco               | Guatemala   | 527 828                             | 463 019                           |
| 6    | Villa Nueva         | Guatemala   | 492 480                             | 426 316                           |
| 7    | Ciudad de Panamá    | Panamá      | 430 299                             | 415 964                           |
| 8    | San José            | Costa Rica  | 352 381                             | 322 155                           |
| 9    | San Salvador        | El Salvador | 340 577                             | 316 090                           |
| 10   | San Miguelito       | Panamá      | 315 019                             | 293 745                           |
| 11   | Alajuela            | Costa Rica  | 314 209                             | 276 794                           |
| 12   | Soyapango           | El Salvador | 284 659                             | 260 104                           |

## Áreas Metropolitanas más pobladas
Aclaratoria: Los datos correspondientes al apartado son los municipios/cantones que conforman toda una urbanización
| N.º. | Área Metropolitana                              | Sigla | Ciudad              | País        | Población según Citypopulation Est. 2023 | Población según Censos Nacionales |
| ---- | ----------------------------------------------- | ----- | ------------------- | ----------- | ---------------------------------------- | --------------------------------- |
| 1    | Área Metropolitana de Guatemala                 | AMG   | Ciudad de Guatemala | Guatemala   | 3 430 852                                | 2 834 027                         |
| 2    | Región Metropolitana de Managua                 | RMM   | Managua             | Nicaragua   | 2 393 408                                | 1 572 734                         |
| 3    | Zona metropolitana del Valle de Sula            | ZMVS  | San Pedro Sula      | Honduras    | 2 234 905                                | 2 234 905                         |
| 4    | Gran Área Metropolitana de San Salvador         | AMSS  | San Salvador        | El Salvador | 1 696 692                                | 1 566 629                         |
| 5    | Área Metropolitana de la Ciudad de Panamá       | AMP   | Ciudad de Panamá    | Panamá      | 1 656 339                                | 1 206 774                         |
| 6    | Gran Área Metropolitana Costa Rica              | GAM   | San José            | Costa Rica  | 1 453 500                                | 1 330 000                         |
| 7    | Área Metropolitana de Tegucigalpa y Comayaguela | MDC   | Tegucigalpa         | Honduras    | 1 326 590                                | 1 157 509                         |

## Política
La mayoría de los países de América Central son repúblicas presidencialistas, excepto Belice, que es una monarquía parlamentaria en el marco de los Reinos de la Mancomunidad de Naciones.
En general, la vida política de la mayor parte de los países del subcontinente, desde su independencia de España, ha sido muy tumultuosa.
Los países centroamericanos han vivido las décadas pasadas sumergidos en dictaduras sangrientas, guerras civiles y violencia organizada bajo parámetros ideológicos: guardias nacionales o ejércitos en lucha con guerrillas revolucionarias. Guatemala y El Salvador fueron dos de los países que más sufrieron políticas de verdadero exterminio en sectores de su población. Uno de los parlamentarios asesinados era precisamente el hijo de uno de los principales responsables de los escuadrones de la muerte en El Salvador, el mayor Roberto D'Aubuisson.
- Guatemala y El Salvador aún están en proceso de cicatrizar las heridas causadas por las sangrientas guerras civiles que los convulsionaron en los años 1970 y 1980. Pero nuevos temores han llevado a asesinatos políticos en estos países, como el de dos candidatos presidenciales guatemaltecos;[17] aunque en El Salvador ha habido un aumento de la democracia.[18]
- Nicaragua es otro país que actualmente enfrenta procesos de democratización y asimilación a la cultura pacífica, pero las heridas de pasadas guerras civiles hace que sus ejercicios democráticos carezcan de alta credibilidad y que sean objeto de denuncias por fraude.[19] Desde 2018 experimenta una fuerte crisis socio-política que la ha llevado a ser considerada una nación autoritaria.[20]
- Honduras parecía en vías de consolidar su democracia, hasta el golpe de Estado que derrocó a Manuel Zelaya el 28 de junio de 2009.
- Panamá, tras la dictadura de Manuel Antonio Noriega y de la invasión por Estados Unidos en 1989, ha logrado notables aumentos en su régimen democrático obteniendo un 7,05 el año 2019,[20] lo que despejó algunos temores, cuando el país se hizo cargo del Canal de Panamá, en 1999 y más tarde decidiera de una manera democrática ampliar esta vía en 2006[21]
- Costa Rica se muestra como la gran excepción en la región. Promedia un índice de democracia 8,13 en el año 2019, lo que lo clasifica como un país en plena democracia (el único en Latinoamérica además de Uruguay).[20] Desde hace más de medio siglo, el país abolió el ejército, lo que ha permitido que Costa Rica disfrute de una calma política, con partidos políticos que se alternan en el poder de manera pacífica y democrática.[22]

## Indicadores generales

### Sociales
Véase también: Anexo:Indicadores Generales por Entidad Subnacional de Centroámerica

#### Índice de Desarrollo Humano
Según El PNUD (programa de las naciones unidas para el desarrollo) 2023; Costa Rica y Panamá son los países que poseen el mejor Índice de Desarrollo Humano en la región.
Véase también: Anexo: Países de Centroamérica por Índice de Desarrollo Humano
| #            | País         | Índice de Desarrollo Humano | Índice de Desarrollo Humano | Índice de Desarrollo Humano | Índice de Desarrollo Humano | Índice de Desarrollo Humano | Puesto       | Δ (2021-2022 |
| #            | País         | 2022                        | 2021                        | 2020                        | 2019                        | 2015                        | Puesto       | Δ (2021-2022 |
| IDH Muy Alto | IDH Muy Alto | IDH Muy Alto                | IDH Muy Alto                | IDH Muy Alto                | IDH Muy Alto                | IDH Muy Alto                | IDH Muy Alto | IDH Muy Alto |
| ------------ | ------------ | --------------------------- | --------------------------- | --------------------------- | --------------------------- | --------------------------- | ------------ | ------------ |
| 1°           | Panamá       | 0,820                       | 0,813                       | 0,809                       | 0,820                       | 0,802                       | 57           | 0,007        |
| 2°           | Costa Rica   | 0,806                       | 0,804                       | 0,811                       | 0,811                       | 0,792                       | 64           | 0,002        |
| IDH Alto     |              |                             |                             |                             |                             |                             |              |              |
| 3°           | Belice       | 0,700                       | 0,698                       | 0,705                       | 0,718                       | 0,714                       | 118          | 0,002        |
| IDH Medio    |              |                             |                             |                             |                             |                             |              |              |
| 4°           | El Salvador  | 0,674                       | 0,669                       | 0,666                       | 0,676                       | 0,663                       | 127          | 0,005        |
| 5°           | Nicaragua    | 0,669                       | 0,665                       | 0,652                       | 0,661                       | 0,644                       | 130          | 0,004        |
| 6°           | Guatemala    | 0,629                       | 0,630                       | 0,638                       | 0,645                       | 0,629                       | 136          | 0,001        |
| 7°           | Honduras     | 0,624                       | 0,620                       | 0,621                       | 0,629                       | 0,610                       | 138          | 0,004        |

#### Índice de progreso social
Costa Rica y Panamá lideran el indicador a nivel regional, el resto de países se encuentran por debajo del puesto 100, siendo el de menor progresión Nicaragua. La mayoría de los países vio retrocesos en el indicador, el de mayor retroceso fue El Salvador mientras Panamá y Honduras avanzaron.
| Índice de Progreso Social | Índice de Progreso Social | Índice de Progreso Social | Índice de Progreso Social | Índice de Progreso Social | Índice de Progreso Social | Índice de Progreso Social | Índice de Progreso Social | Índice de Progreso Social | Índice de Progreso Social |
| # Regional                | # Mundial                 | País                      | IPS                       | IPS                       | IPS                       | IPS                       | IPS                       | IPS                       | Δ (2022-2023)             |
| # Regional                | # Mundial                 | País                      | 2023                      | 2022                      | 2020                      | 2019                      | 2015                      | 2011                      | Δ (2022-2023)             |
| ------------------------- | ------------------------- | ------------------------- | ------------------------- | ------------------------- | ------------------------- | ------------------------- | ------------------------- | ------------------------- | ------------------------- |
| 1                         | 39                        | Costa Rica                | 78.03                     | 78.20                     | 78.02                     | 77.72                     | 76.33                     | 73.51                     | 0.17                      |
| 2                         | 55                        | Panamá                    | 72.10                     | 71.97                     | 72.08                     | 71.90                     | 69.94                     | 68.75                     | 0.13                      |
| 3                         | 100                       | El Salvador               | 62.25                     | 63.51                     | 64.19                     | 63.05                     | 62.11                     | 59.78                     | 1.26                      |
| 4                         | 107                       | Honduras                  | 59.01                     | 58.55                     | 59.17                     | 58.52                     | 56.19                     | 55.29                     | 0.46                      |
| 5                         | 114                       | Guatemala                 | 57.50                     | 57.92                     | 57.93                     | 57.78                     | 55.45                     | 53.86                     | 0.42                      |
| 6                         | 115                       | Nicaragua                 | 57.49                     | 57.80                     | 58.55                     | 58.68                     | 59.46                     | 57.36                     | 0.31                      |

#### Índice del buen país
El índice del buen país mide siete distintos indicadores entre ellos las contibuciones a la ciencia y tecnología, aportes a la cultura, contribuciones a la paz, contribuciones al orden mundial Contribuciones al planeta y al clima, Contribuciones a la prosperidad y la igualdad y Contribuciones a la salud y el bienestar. Así se encuentran rakeados los paises centroamericanos de 174 países. Costa Rica, Nicaragua y Panamá destacan en el indice mientras Honduras, Guatemala y Belice ocupan los últimos puestos.
| Índice del buen país | Índice del buen país | Índice del buen país | Índice del buen país | Índice del buen país | Índice del buen país | Índice del buen país |
| #                    | País                 | IBP                  | IBP                  | IBP                  | IBP                  | Crecimiento          |
| #                    | País                 | 2024                 | 2022                 | 2019                 | 2017                 | Crecimiento          |
| -------------------- | -------------------- | -------------------- | -------------------- | -------------------- | -------------------- | -------------------- |
| 1                    | Costa Rica           | 53                   | 49                   | 29                   | 39                   | 4                    |
| 2                    | Nicaragua            | 65                   | 91                   | 87                   | 72                   | 4                    |
| 3                    | Panamá               | 82                   | 61                   | 64                   | 70                   | 11                   |
| 4                    | El Salvador          | 91                   | 104                  | 116                  | 109                  | 13                   |
| 6                    | Honduras             | 106                  | 144                  | 128                  | 122                  | 38                   |
| 5                    | Guatemala            | 117                  | 116                  | 68                   | 66                   | 1                    |
| 7                    | Belice               | 154                  | 150                  | 117                  | 150                  | 4                    |

Fuente: The Good Country Index,

#### Índice de prosperidad
El índice de prosperidad se divide en tres dominios (sociedades inclusivas, economías abiertas y población empoderada)
Según datos de Legatum Instiute,  Costa Rica y  Panamá fueron los únicos clasificados con una puntación alta, mientras el resto de países centroamericanos fueron puntuados de medio a malo, siendo una excepción  Nicaragua, que fue la peor clasificada, ubicándose en el puesto 114 mundial. El ranking toma en cuenta a 167 países.
| Índice de prosperidad | Índice de prosperidad | Índice de prosperidad     | Índice de prosperidad            | Índice de prosperidad |
| Dominios              | Pilares               | Pilares                   | Pilares                          | Pilares               |
| --------------------- | --------------------- | ------------------------- | -------------------------------- | --------------------- |
| Sociedades Inclusivas | Seguridad             | Libertad Personal         | Gobernanza                       | Capital Social        |
| Economias Abiertas    | Entorno de Inversión  | Condiciones Empresariales | Infraestructura Aceso de Mercado | Calidad Economica     |
| Población Empoderada  | Condiciones de Vida   | Salud                     | Educación                        | Ambiente Natural      |

| Índice de prosperidad | Índice de prosperidad | Índice de prosperidad | Índice de prosperidad | Índice de prosperidad | Índice de prosperidad | Índice de prosperidad |
| # Regional            | # Mundial             | País                  | LPI                   | LPI                   | Categoría             | Crecimiento           |
| # Regional            | # Mundial             | País                  | 2023                  | 2013                  | Categoría             | Crecimiento           |
| --------------------- | --------------------- | --------------------- | --------------------- | --------------------- | --------------------- | --------------------- |
| 1                     | 39                    | Costa Rica            | 69.6                  | 67.2                  | Alta                  | 2.4                   |
| 2                     | 50                    | Panamá                | 64.3                  | 63.3                  | Alta                  | 1.0                   |
| 3                     | 93                    | Belice                | 55.7                  | 55.3                  | Media                 | 0.4                   |
| 4                     | 97                    | El Salvador           | 55.1                  | 55.7                  | Media                 | 0.6                   |
| 5                     | 101                   | Guatemala             | 53.7                  | 53.5                  | Media                 | 0.2                   |
| 6                     | 105                   | Honduras              | 53.2                  | 51.4                  | Media                 | 1.8                   |
| 7                     | 114                   | Nicaragua             | 50.2                  | 51.8                  | Media Baja            | 1.6                   |

| Resultados por pilares | Resultados por pilares | Resultados por pilares | Resultados por pilares | Resultados por pilares | Resultados por pilares |
| # Regional             | # Mundial              | País                   | Sociedades Inclusivas  | Economias Abiertas     | Población Empoderada   |
| ---------------------- | ---------------------- | ---------------------- | ---------------------- | ---------------------- | ---------------------- |
| 1                      | 39                     | Costa Rica             | 73.5                   | 60.1                   | 75.2                   |
| 2                      | 50                     | Panamá                 | 63.8                   | 60.0                   | 69.2                   |
| 3                      | 93                     | Belice                 | 58.0                   | 46.4                   | 63.4                   |
| 4                      | 97                     | El Salvador            | 53.5                   | 50.9                   | 60.7                   |
| 5                      | 101                    | Guatemala              | 51.9                   | 52.1                   | 57.2                   |
| 6                      | 105                    | Honduras               | 50.9                   | 49.8                   | 59.1                   |
| 7                      | 114                    | Nicaragua              | 47.2                   | 43.6                   | 59.9                   |

#### Indicadores de pobreza económica
Según los datos del Banco Mundial, Costa Rica y Panamá son los país con menos niveles de pobreza en la región centroamericana siendo según los datos publicados su sueldo mensual superior a los $500 dolares muy superior al resto de países centroamericanos. Después El Salvador que ostenta indicadores altos de pobreza pero, más bajos que el resto de países centroamericanos con un promedio de $ 300 dolares. Honduras es el país con las tasas de pobreza extrema más elevadas en Centroámerica y más tomando en cuenta que son datos actualizados al año 2019. Guatemala y Nicaragua no han actualizado sus datos hace años, lo cual no permite ver el avance que se ha tenido en materia de pobreza monetaria. Sin embargo, al corte ambos países registraron alltos indicadores de pobreza.
Tasa de pobreza monetaria (sueldo diario); ratio de $6.85, $3.65 y $1.90 dólares.
| Indicadores de pobreza económica de América Central | Indicadores de pobreza económica de América Central | Indicadores de pobreza económica de América Central | Indicadores de pobreza económica de América Central | Indicadores de pobreza económica de América Central | Indicadores de pobreza económica de América Central | Indicadores de pobreza económica de América Central | Indicadores de pobreza económica de América Central | Indicadores de pobreza económica de América Central |
| # Regional                                          | País                                                | Pobreza                                             | Pobreza                                             | Pobreza                                             | No pobreza                                          | No pobreza                                          | Sueldo promedio diario/mensual                      | Datos                                               |
| # Regional                                          | País                                                | $ 2.15                                              | $ 3.65                                              | $ 6.85                                              | $ 10.00                                             | $ 20.00                                             | Sueldo promedio diario/mensual                      | Año                                                 |
| --------------------------------------------------- | --------------------------------------------------- | --------------------------------------------------- | --------------------------------------------------- | --------------------------------------------------- | --------------------------------------------------- | --------------------------------------------------- | --------------------------------------------------- | --------------------------------------------------- |
| 1                                                   | Panamá                                              | 1,1 %                                               | 4,3 %                                               | 12,9 %                                              | 22,9 %                                              | 60,7 %                                              | $ 20 / $ 600                                        | 2021                                                |
| 2                                                   | Costa Rica                                          | 0,9 %                                               | 3,3 %                                               | 14,1 %                                              | 27,6 %                                              | 51,9 %                                              | $ 18 / $ 540                                        | 2022                                                |
| 3                                                   | El Salvador                                         | 3,4 %                                               | 8,6 %                                               | 27,5 %                                              | 47,8 %                                              | 83,5 %                                              | $ 11 / $ 330                                        | 2022                                                |
| 4                                                   | Nicaragua                                           | 3,9 %                                               | 14,4 %                                              | 42,1 %                                              | 62,8 %                                              | 88,8 %                                              | $ 8.5 / $ 255                                       | 2014*                                               |
| 5                                                   | Guatemala                                           | 9,5 %                                               | 25,9 %                                              | 55,4 %                                              | 72,8 %                                              | 91,8 %                                              | $ 6.2 / $ 186                                       | 2014*                                               |
| 6                                                   | Honduras                                            | 12,7 %                                              | 26,4 %                                              | 49,5 %                                              | 65,0 %                                              | 88,4 %                                              | $ 7.0 / $ 210                                       | 2019                                                |

Nota:  Guatemala y  Nicaragua llevan más de 9 años sin actualizar datos de pobreza multidimensional y pobreza monetaria. Por lo tanto, sus datos están desactualizados y podrían presentar mucha variabilidad.
| Indicadores de Pobreza Monetaria (Sueldo Diario) | Indicadores de Pobreza Monetaria (Sueldo Diario) | Indicadores de Pobreza Monetaria (Sueldo Diario) | Indicadores de Pobreza Monetaria (Sueldo Diario) | Indicadores de Pobreza Monetaria (Sueldo Diario) | Indicadores de Pobreza Monetaria (Sueldo Diario) |
| País                                             | Promedio Pobreza                                 | Promedio Pobreza                                 | Moderada                                         | Extrema                                          | Relativa                                         |
| País                                             | Promedio Pobreza                                 | Promedio Pobreza                                 | < $3.65                                          | < $2.15                                          | < $6.85                                          |
| Panamá                                           | 2021                                             | 6,1%                                             | 4,3                                              | 1,1                                              | 12,9                                             |
| Panamá                                           | 2019                                             | 5,6%                                             | 3,7                                              | 1,0                                              | 12,1                                             |
| Panamá                                           | 2015                                             | 7,5%                                             | 5,6                                              | 1,5                                              | 15,4                                             |
| Panamá                                           | 2010                                             | 11,4%                                            | 9,1                                              | 3,4                                              | 21,7                                             |
| Panamá                                           | 2005                                             | 19,8%                                            | 16,4                                             | 8,6                                              | 34,5                                             |
| Panamá                                           | 2000                                             | 21,8%                                            | 18,3                                             | 11,1                                             | 36,1                                             |
| Costa Rica                                       | 2022                                             | 6,1%                                             | 3,3                                              | 0,9                                              | 14,0                                             |
| Costa Rica                                       | 2019                                             | 6,1%                                             | 3,5                                              | 1,1                                              | 13,7                                             |
| Costa Rica                                       | 2015                                             | 6,9%                                             | 4,4                                              | 1,6                                              | 14,8                                             |
| Costa Rica                                       | 2010                                             | 7,1%                                             | 4,1                                              | 1,5                                              | 15,6                                             |
| Costa Rica                                       | 2005                                             | 12,4%                                            | 8,5                                              | 3,3                                              | 25,4                                             |
| Costa Rica                                       | 2000                                             | 19,3%                                            | 14,8                                             | 6,9                                              | 36,1                                             |
| El Salvador                                      | 2022                                             | 13,2%                                            | 8,6                                              | 3,4                                              | 27,5                                             |
| El Salvador                                      | 2019                                             | 12,3%                                            | 6,6                                              | 1,4                                              | 28,8                                             |
| El Salvador                                      | 2015                                             | 18,0%                                            | 11,5                                             | 2,3                                              | 40,2                                             |
| El Salvador                                      | 2010                                             | 25,1%                                            | 19,9                                             | 6,3                                              | 49,1                                             |
| El Salvador                                      | 2005                                             | 29,1%                                            | 24,2                                             | 11,3                                             | 51,8                                             |
| El Salvador                                      | 2000                                             | 31,3%                                            | 25,7                                             | 17,2                                             | 51,0                                             |
| Nicaragua                                        | 2014                                             | 20,1%                                            | 14,4                                             | 3,9                                              | 42,1                                             |
| Nicaragua                                        | 2009                                             | 29,9%                                            | 24,2                                             | 8,3                                              | 57,1                                             |
| Nicaragua                                        | 2005                                             | 33,1%                                            | 29,3                                             | 9,1                                              | 61,0                                             |
| Nicaragua                                        | 2001                                             | 42,3%                                            | 40,1                                             | 17,8                                             | 69,0                                             |
| Nicaragua                                        | 1998                                             | 49,3%                                            | 48,0                                             | 25,8                                             | 74,2                                             |
| Nicaragua                                        | 1993                                             | 58,7%                                            | 58,6                                             | 38,3                                             | 79,2                                             |
| Guatemala                                        | 2014                                             | 30,3%                                            | 25,9                                             | 9,5                                              | 55,4                                             |
| Guatemala                                        | 2006                                             | 28,5%                                            | 25,2                                             | 11,6                                             | 48,6                                             |
| Guatemala                                        | 2000                                             | 27,7%                                            | 23,4                                             | 9,6                                              | 50,0                                             |
| Guatemala                                        | 1998                                             | 32,9%                                            | 29,3                                             | 14,0                                             | 55,3                                             |
| Guatemala                                        | 1989                                             | 56,3%                                            | 55,3                                             | 37,0                                             | 76,5                                             |
| Guatemala                                        | 1986                                             | 69,0%                                            | 69,9                                             | 49,7                                             | 87,5                                             |
| Honduras                                         | 2019                                             | 29,5%                                            | 26,4                                             | 12,7                                             | 49,5                                             |
| Honduras                                         | 2015                                             | 31,6%                                            | 28,6                                             | 13,0                                             | 53,2                                             |
| Honduras                                         | 2010                                             | 31,0%                                            | 27,8                                             | 13,8                                             | 51,3                                             |
| Honduras                                         | 2005                                             | 42,3%                                            | 39,8                                             | 25,1                                             | 62,0                                             |
| Honduras                                         | 2001                                             | 40,0%                                            | 34,0                                             | 19,8                                             | 66,2                                             |
| Honduras                                         | 1995                                             | 47,8%                                            | 46,1                                             | 26,2                                             | 71,0                                             |
| ------------------------------------------------ | ------------------------------------------------ | ------------------------------------------------ | ------------------------------------------------ | ------------------------------------------------ | ------------------------------------------------ |

##### Pobreza subnacional
Según los datos del Global Subnational Atlas of Poverty elaborado por el Banco Mundial, se pueden observar los niveles de pobreza según la organización territorial de cada país. En este caso de  Costa Rica,  Panamá y  El Salvador donde se logran observar grandes diferencias entre los distintos territorios de cada país. La subregión con mejores indicadores de pobreza relativa es  Panamá Oeste con el 5,2 % de pobreza relativa mientras la peor es Emberá Wounaan con el 71,2 % de pobreza relativa.
| País                    | País           | Pobreza | Pobreza | Pobreza |
| País                    | País           | $ 2.15  | $ 3.65  | $ 6.85  |
| Costa Rica              | Costa Rica     | 0,90 %  | 3,3 %   | 14,1 %  |
| ----------------------- | -------------- | ------- | ------- | ------- |
| Región Central          | San José       | 0,80 %  | 2,10 %  | 9,20 %  |
| Región Central          | Cartago        | 0,80 %  | 2,10 %  | 9,20 %  |
| Región Central          | Heredia        | 0,80 %  | 2,10 %  | 9,20 %  |
| Región Chorotega        | Guanacaste     | 1,10 %  | 4,00 %  | 16,10 % |
| Región Pacífico Central | Puntarenas     | 2,90 %  | 5,00 %  | 18,80 % |
| Región Pacífico Central | Alajuela       | 2,90 %  | 5,00 %  | 18,80 % |
| Región Brunca           | Puntarenas     | 1,70 %  | 6,40 %  | 24,20 % |
| Región Brunca           | San José       | 1,70 %  | 6,40 %  | 24,20 % |
| Región Huetar Atlántica | Limón          | 2,40 %  | 5,80 %  | 24,60 % |
| Región Huetar Norte     | Heredia        | 1,80 %  | 9,70 %  | 26,80 % |
| Región Huetar Norte     | Alajuela       | 1,80 %  | 9,70 %  | 26,80 % |
| Panamá                  | Panamá         | 1,1 %   | 4,3 %   | 12,9 %  |
| Panamá Oeste            | Panamá Oeste   | 0,20 %  | 0,70 %  | 5,20 %  |
| Los Santos              | Los Santos     | 0,00 %  | 0,60 %  | 5,60 %  |
| Panamá                  | Panamá         | 0,80 %  | 1,70 %  | 5,60 %  |
| Colón                   | Colón          | 0,70 %  | 1,60 %  | 6,60 %  |
| Herrera                 | Herrera        | 1,40 %  | 3,10 %  | 9,30 %  |
| Chiriquí                | Chiriquí       | 0,60 %  | 3,50 %  | 11,30 % |
| Coclé                   | Coclé          | 0,60 %  | 2,80 %  | 14,60 % |
| Veraguas                | Veraguas       | 0,60 %  | 4,50 %  | 17,50 % |
| Darién                  | Darién         | 1,10 %  | 6,60 %  | 20,80 % |
| Bocas del Toro          | Bocas del Toro | 1,20 %  | 6,70 %  | 29,80 % |
| Guna Yala               | Guna Yala      | 0,90 %  | 12,90 % | 63,80 % |
| Ngäbe-Buglé             | Ngäbe-Buglé    | 9,20 %  | 38,42 % | 70,30 % |
| Emberá Wounaan          | Emberá Wounaan | 1,80 %  | 24,30 % | 71,90 % |
| El Salvador             | El Salvador    | 3,4 %   | 8,6 %   | 27,5 %  |
| San Salvador            | San Salvador   | 1,40 %  | 3,70 %  | 17,50 % |
| La Libertad             | La Libertad    | 2,90 %  | 5,40 %  | 23,50 % |
| San Miguel              | San Miguel     | 3,70 %  | 9,10 %  | 28,00 % |
| Cuscatlán               | Cuscatlán      | 4,10 %  | 8,40 %  | 28,40 % |
| Santa Ana               | Santa Ana      | 5,10 %  | 12,10 % | 30,90 % |
| Sonsonate               | Sonsonate      | 4,10 %  | 8,60 %  | 33,70 % |
| Usulután                | Usulután       | 3,90 %  | 10,80 % | 34,50 % |
| San Vicente             | San Vicente    | 4,30 %  | 12,40 % | 34,70 % |
| La Unión                | La Unión       | 5,10 %  | 12,60 % | 35,20 % |
| Chalatenango            | Chalatenango   | 6,00 %  | 12,50 % | 35,70 % |
| La Paz                  | La Paz         | 3,60 %  | 12,60 % | 36,60 % |
| Morazán                 | Morazán        | 6,80 %  | 17,20 % | 40,20 % |
| Cabañas                 | Cabañas        | 7,90 %  | 17,00 % | 40,40 % |
| Ahuachapán              | Ahuachapán     | 5,70 %  | 14,60 % | 44,10 % |

Nota:  Honduras no actualizó sus datos subnacionales y  Guatemala y  Nicaragua llevan años sin actualizar datos.

#### Índice de percepción de la corrupción 2022
Según el índice de percepción de corrupción de 2022, publicado por la organización no gubernamental Transparencia Internacional, Centroamérica ha experimentado los más altos niveles de corrupción en su historia. Viendo a la mayoria de paises retroceder en los indicadores exceptuando el caso de Panamá.
Costa Rica fue el único país que consiguio un buen indicador en este ámbito, sin embargo, obtuvo el mayor retroceso en la regíon. Panamá y El Salvador ostentan altos niveles de corrupción y ocupan las posiciones 101 y 116 respectivamente. Guatemala y Honduras también salieron muy mal evaluadas en el ranking posicionandose con niveles muy altos de corrupción y Nicaragua que ocupo nuevamente el último lugar en el ranking, siendo considerado uno de los países más corruptos del mundo ocupando el puesto 167 de 178 países evaluados.
| Índice de percepción de corrupción de América Central | Índice de percepción de corrupción de América Central | Índice de percepción de corrupción de América Central | Índice de percepción de corrupción de América Central | Índice de percepción de corrupción de América Central | Índice de percepción de corrupción de América Central | Índice de percepción de corrupción de América Central | Índice de percepción de corrupción de América Central |
| # Regional                                            | # Mundial                                             | País                                                  | Índice                                                | Índice                                                | Índice                                                | Clasificación                                         | Crecimiento                                           |
| # Regional                                            | # Mundial                                             | País                                                  | 2023                                                  | 2022                                                  | 2021                                                  | Clasificación                                         | Crecimiento                                           |
| ----------------------------------------------------- | ----------------------------------------------------- | ----------------------------------------------------- | ----------------------------------------------------- | ----------------------------------------------------- | ----------------------------------------------------- | ----------------------------------------------------- | ----------------------------------------------------- |
| 1                                                     | 45                                                    | Costa Rica                                            | 55                                                    | 54                                                    | 58                                                    | Baja Corrupción                                       | 1                                                     |
| 2                                                     | 108                                                   | Panamá                                                | 35                                                    | 36                                                    | 36                                                    | Alta Corrupción                                       | 1                                                     |
| 3                                                     | 126                                                   | El Salvador                                           | 31                                                    | 33                                                    | 34                                                    | Alta Corrupción                                       | 2                                                     |
| 4                                                     | 154                                                   | Guatemala                                             | 23                                                    | 24                                                    | 25                                                    | Muy Alta Corrupción                                   | 1                                                     |
| 5                                                     | 154                                                   | Honduras                                              | 23                                                    | 23                                                    | 23                                                    | Muy Alta Corrupción                                   | Sin cambios                                           |
| 6                                                     | 167                                                   | Nicaragua                                             | 17                                                    | 19                                                    | 20                                                    | Alarmante Corrupción                                  | 2                                                     |

#### Índice de innovación global
Según el índice de innovación global creado por la OMPI (Organización Mundial de la Propiedad Intelectual), el indicador mide 7 pilares. Costa Rica y Panamá lideran mientras Guatemala es el menos innovador.
| Índice de innovación global | Índice de innovación global | Índice de innovación global | Índice de innovación global | Índice de innovación global |
| # Regional                  | País                        | GII                         | GII                         | Clasificación               |
| # Regional                  | País                        | 2023                        | PUNT.                       | Clasificación               |
| --------------------------- | --------------------------- | --------------------------- | --------------------------- | --------------------------- |
| 1                           | Costa Rica                  | 74                          | 27.9                        | Medio                       |
| 2                           | Panamá                      | 84                          | 25.3                        | Medio                       |
| 3                           | El Salvador                 | 95                          | 21.8                        | Medio                       |
| 4                           | Nicaragua                   | 115                         | 16.9                        | Medio Bajo                  |
| 5                           | Honduras                    | 116                         | 16.7                        | Medio Bajo                  |
| 6                           | Guatemala                   | 122                         | 15.8                        | Medio Bajo                  |

#### Libertad de prensa 2023
Según el último informe de Reporteros sin Fronteras 2023, Centroámerica ha visto un retroceso grave en la mayoria de los países entre los países que más retrocedieron de pueden destacar a Costa Rica, El Salvador y Honduras con más de 2 puntos porcentuales.
Costa Rica y Belice se posicionan como los países más seguros para los periodistas en Centroámerica, ubicandose como el puesto 22 y 51 a nivel mundial respectivamente. Panamá mantiene el tercer en la región con una cierta estabilidad. Guatemala y El Salvador siguen siendo países con altos indicadores de violencia hacia los periodistas y siguen descendiendo puestos en el ranking. Nicaragua y Honduras se colocan como los países con menos libertad de prensa en la región y ambos presentando indicadores preocupantes.
| Libertad de Prensa de América Central | Libertad de Prensa de América Central | Libertad de Prensa de América Central | Libertad de Prensa de América Central | Libertad de Prensa de América Central | Libertad de Prensa de América Central | Libertad de Prensa de América Central | Libertad de Prensa de América Central |
| # Regional                            | # Mundial                             | País                                  | Puntuación                            | Puntuación                            | Puntuación                            | Clasificación                         | Crecimiento                           |
| # Regional                            | # Mundial                             | País                                  | 2024                                  | 2023                                  | 2022                                  | Clasificación                         | Crecimiento                           |
| ------------------------------------- | ------------------------------------- | ------------------------------------- | ------------------------------------- | ------------------------------------- | ------------------------------------- | ------------------------------------- | ------------------------------------- |
| 1                                     | 26                                    | Costa Rica                            | 76,13                                 | 80,20                                 | 85,92                                 | Masomenos Buena                       | 4,07                                  |
| 2                                     | 54                                    | Belice                                | 66,85                                 | 70,49                                 | 70,67                                 | Problemática                          | 3,64                                  |
| 3                                     | 83                                    | Panamá                                | 58,55                                 | 63,67                                 | 62,78                                 | Problemática                          | 5,12                                  |
| 4                                     | 133                                   | El Salvador                           | 44,01                                 | 51,36                                 | 54,09                                 | Difícil                               | 7,35                                  |
| 5                                     | 138                                   | Guatemala                             | 42,28                                 | 48,12                                 | 47,94                                 | Difícil                               | 5,84                                  |
| 6                                     | 146                                   | Honduras                              | 38,12                                 | 32,65                                 | 34,61                                 | Muy Grave                             | 5,47                                  |
| 7                                     | 163                                   | Nicaragua                             | 29,20                                 | 37,09                                 | 37,09                                 | Muy Grave                             | 7,89                                  |

#### Índice de libertad económica 2023
Según la última actualización de Heritage, Centroámerica tambíén se ha estancado en libertad economica. Existiendo un gran incremento en Belice y un descenso grave visto en El Salvador. Costa Rica, Panamá y Guatemala se muestran como los países más solidos y libres economicamente. Mientras Honduras, El Salvador y Nicaragua como los que más regulan la misma.
| Índice de libertad económica de América Central | Índice de libertad económica de América Central | Índice de libertad económica de América Central | Índice de libertad económica de América Central | Índice de libertad económica de América Central | Índice de libertad económica de América Central | Índice de libertad económica de América Central | Índice de libertad económica de América Central |
| # Regional                                      | # Mundial                                       | País                                            | Índice                                          | Índice                                          | Índice                                          | Categoría                                       | Crecimiento                                     |
| # Regional                                      | # Mundial                                       | País                                            | 2024                                            | 2023                                            | 2022                                            | Categoría                                       | Crecimiento                                     |
| ----------------------------------------------- | ----------------------------------------------- | ----------------------------------------------- | ----------------------------------------------- | ----------------------------------------------- | ----------------------------------------------- | ----------------------------------------------- | ----------------------------------------------- |
| 1                                               | 37                                              | Costa Rica                                      | 67.7                                            | 66.5                                            | 65.0                                            | Moderadamente Libre                             | 1.2                                             |
| 2                                               | 52                                              | Panamá                                          | 64.1                                            | 63.8                                            | 65.4                                            | Moderadamente Libre                             | 0.3                                             |
| 3                                               | 63                                              | Guatemala                                       | 62.4                                            | 62.7                                            | 63.2                                            | Moderadamente Libre                             | 0.3                                             |
| 4                                               | 73                                              | Belice                                          | 61.2                                            | 59.8                                            | 56.6                                            | Moderadamente Libre                             | 1.4                                             |
| 5                                               | 89                                              | Honduras                                        | 58.6                                            | 58.7                                            | 59.5                                            | Mayormente Regulado                             | 0.1                                             |
| 6                                               | 117                                             | El Salvador                                     | 54.4                                            | 56.0                                            | 59.6                                            | Mayormente Regulado                             | 1.6                                             |
| 7                                               | 121                                             | Nicaragua                                       | 53.4                                            | 54.9                                            | 54.8                                            | Mayormente Regulado                             | 1.5                                             |

#### Índice de democracia en 2023
Según la revista británica The Economist, el índice de democracia para el año 2023 en los países de América Central, En primer lugar Costa Rica y en segundo lugar Panamá teniendo democracias tanto plena como imperfecta el resto está en híbrido y autoritario.
| Índice de democracia en América Central en 2023 | Índice de democracia en América Central en 2023 | Índice de democracia en América Central en 2023 | Índice de democracia en América Central en 2023 | Índice de democracia en América Central en 2023 | Índice de democracia en América Central en 2023 | Índice de democracia en América Central en 2023 | Índice de democracia en América Central en 2023 |
| P. Regional                                     | Posición Mundial                                | País                                            | Índice                                          | Índice                                          | Índice                                          | Crecimiento                                     | Categoría                                       |
| P. Regional                                     | Posición Mundial                                | País                                            | 2023                                            | 2022                                            | 2021                                            | Crecimiento                                     | Categoría                                       |
| ----------------------------------------------- | ----------------------------------------------- | ----------------------------------------------- | ----------------------------------------------- | ----------------------------------------------- | ----------------------------------------------- | ----------------------------------------------- | ----------------------------------------------- |
| 1                                               | 17                                              | Costa Rica                                      | 8,29                                            | 8,29                                            | 8,07                                            | Sin cambios                                     | Democracia Plena                                |
| 2                                               | 48                                              | Panamá                                          | 6,91                                            | 6,91                                            | 6,85                                            | Sin cambios                                     | Democracia Deficiente                           |
| 3                                               | 95                                              | Honduras                                        | 4,98                                            | 5,15                                            | 5,10                                            | 0,17                                            | Régimen Híbrido                                 |
| 4                                               | 96                                              | El Salvador                                     | 4,71                                            | 5,06                                            | 5,72                                            | 0,35                                            | Régimen Híbrido                                 |
| 5                                               | 100                                             | Guatemala                                       | 4,47                                            | 4,68                                            | 4,62                                            | 0,21                                            | Régimen Híbrido                                 |
| 6                                               | 143                                             | Nicaragua                                       | 2,26                                            | 2,50                                            | 2,69                                            | 0,24                                            | Régimen Autoritario                             |

Fuente: The Economist, "

#### Índice Mejor País en General
Este indicador es realizado por el medio US News, en el cuál miden la complejidad de los países. Emprendimiento, Calidad de Vida, Agilidad, Propósito social, Originalidad, Influencia Cultural, Abierto para los negocios, Aventura, Poder y Patrimonio.
| Índice Mejor País 2023 | Índice Mejor País 2023 | Índice Mejor País 2023 | Índice Mejor País 2023 | Índice Mejor País 2023 |
| P. Regional            | Posición Mundial       | País                   | Índice                 | Índice                 |
| P. Regional            | Posición Mundial       | País                   | 2022                   | BCI                    |
| ---------------------- | ---------------------- | ---------------------- | ---------------------- | ---------------------- |
| 1                      | 42                     | Costa Rica             | 42                     | 26.9                   |
| 2                      | 52                     | Panamá                 | 52                     | 17.3                   |
| 3                      | 74                     | El Salvador            | 74                     | 6.5                    |
| 4                      | 75                     | Guatemala              | 75                     | 6.2                    |
| 5                      | 81                     | Honduras               | 81                     | 4.6                    |
| 6                      | N/D                    | Nicaragua              | N/D                    | N/D                    |

### Económicos

#### Índice de Competitividad Global
Costa Rica y Panamá son los países más competitivos de la región, rankeados de la media para arriba, el resto de países centroamericanos se encuentra en la categoría medio bajo siendo Nicaragua el menos competitivo.
| Índice de Competitividad Global | Índice de Competitividad Global | Índice de Competitividad Global | Índice de Competitividad Global | Índice de Competitividad Global | Índice de Competitividad Global | Índice de Competitividad Global | Índice de Competitividad Global | Índice de Competitividad Global |
| P. Regional                     | Posición Mundial                | País                            | GCI                             | GCI                             | GCI                             | GCI                             | Crecimiento                     | Categoría                       |
| P. Regional                     | Posición Mundial                | País                            | 2019                            | 2018                            | 2015                            | 2010                            | Crecimiento                     | Categoría                       |
| ------------------------------- | ------------------------------- | ------------------------------- | ------------------------------- | ------------------------------- | ------------------------------- | ------------------------------- | ------------------------------- | ------------------------------- |
| 1                               | 62                              | Costa Rica                      | 62,01                           | 62,14                           | 63,08                           | 60,67                           | 0,13                            | Alto                            |
| 2                               | 66                              | Panamá                          | 61,64                           | 61,03                           | 63,27                           | 60,11                           | 0,61                            | Alto                            |
| 5                               | 98                              | Guatemala                       | 53,52                           | 53,36                           | 58,55                           | 56,54                           | 0,16                            | Medio Bajo                      |
| 3                               | 101                             | Honduras                        | 52,63                           | 52,46                           | 54,58                           | 55,09                           | 0,17                            | Medio Bajo                      |
| 4                               | 103                             | El Salvador                     | 52,57                           | 52,82                           | 57,34                           | 57,39                           | 0,25                            | Medio Bajo                      |
| 6                               | 109                             | Nicaragua                       | 51,52                           | 51,50                           | 54,59                           | 49,11                           | 0,02                            | Medio Bajo                      |

#### Producto interno bruto (PPA) y nominal
| Países      | PIB nominal (2022) | PIB (PPA) (2022) |
| ----------- | ------------------ | ---------------- |
| Guatemala   | $95 000            | $187 780 000     |
| Panamá      | $76 520 000        | $173 170 000     |
| Costa Rica  | $68 380 000        | $129 120 000     |
| El Salvador | $32 420 000        | $70 310 000      |
| Honduras    | $31 720 000        | $70 330 000      |
| Nicaragua   | $15 670 000        | $47 770 000      |
| Belice      | $2 820 000         | $4 640 000       |

Producto interno bruto per cápita (PPA) y nominal
| Países      | PIB nominal per cápita (2022) | PIB (PPA) per cápita (2022) |
| ----------- | ----------------------------- | --------------------------- |
| Panamá      | $ 17 357                      | $ 39 279                    |
| Costa Rica  | $ 13 198                      | $ 24 922                    |
| Belice      | $ 6 968                       | $ 11 450                    |
| Guatemala   | $ 5 473                       | $ 10 818                    |
| El Salvador | $ 5 127                       | $ 11 096                    |
| Honduras    | $ 3 040                       | $ 6 741                     |
| Nicaragua   | $ 2 255                       | $ 6 874                     |

#### Índice de facilidad para los negocios
Índice de facilidad para establecer negocios financieros rápidamente (por sus siglas en inglés Doing Business) ya dio a conocer la clasificación de los 189 países en el mundo correspondiente al año 2020. Por su parte de la región centroamericana, Costa Rica y Panamá son los países con mejor clasificación para la facilidad de ofrecer negocios más rápidos. de tras de ellos les siguen Guatemala y El Salvador con un índice fácil para conseguir negocio.
| Países      | Puesto |
| ----------- | ------ |
| Costa Rica  | 74     |
| Panamá      | 86     |
| El Salvador | 91     |
| Guatemala   | 96     |
| Honduras    | 133    |
| Belice      | 135    |
| Nicaragua   | 142    |

### Religión
Según una encuesta hecha por CEPAL en 2010, la religión predominante es la cristiana con un 87 %; la más practicada de sus denominaciones es la católica con un 49 %, se puede mostrar por las procesiones, tradiciones y costumbres de cada país, un 36 % son iglesias protestantes en su mayoría Pentecostales seguido por otras denominaciones cristianas (mormones, adventistas, etc.) con un 1.6 %. Las religiones indígenas, el budismo, islamismo, judaísmo, etc. con un 2 %, un 0.4 % de personas que no contestaron la encuesta o no sabían y alrededor del 11 % se declaró sin religión.
Desde la época de la colonia la única Iglesia de la religión permitida del cristianismo traída por la conquista española fue el catolicismo, esta Iglesia estuvo arraigada al Estado entre la época colonial hasta 1882, durante en 1821 (independencia de Centroamérica), hasta 1851, hubo luchas políticas entre liberales y conservadores, los liberales deseaban un estado sin arraigo a la Iglesia, los conservadores querían lo contrario, hasta 1882, ya no hubo grupo religioso oficial, en esta oportunidad llegaron misioneros protestantes, desde ese entonces la Iglesia protestante crece en constante crecimiento, también tenían prohibido otras religiones aparte de iglesias que no fueran cristianas católicas.
| Religión de América Central 2010 |                      |                            |                               |                |                                 |                      |               |
| País                             | % Cristianismo total | % Cristianismo (católicos) | % Cristianismo (protestantes) | % Sin religión | % Cristianismo (Otras iglesias) | % de otras creencias | % No Responde |
| Costa Rica                       | 87.7 %               | 65 %                       | 21 %                          | 9 %            | 1.7 %                           | 3 %                  | 0.3 %         |
| Belice                           | 74.5 %               | 40 %                       | 31 %                          | 15.6 %         | 3.5 %                           | 8.5 %                | 1.4 %         |
| El Salvador                      | 80.8 %               | 47.8 %                     | 32 %                          | 17 %           | 1 %                             | 2.3 %                | 0.1 %         |
| Guatemala                        | 85.6 %               | 47.6 %                     | 36.8 %                        | 12.4 %         | 1.2 %                           | 1.9 %                | 0.1 %         |
| Honduras                         | 87.1 %               | 49.3 %                     | 36.6 %                        | 10.3 %         | 1.6 %                           | 1.4 %                | 0.6 %         |
| Nicaragua                        | 83.6 %               | 53.5 %                     | 27.6 %                        | 14 %           | 2.5 %                           | 2.2 %                | 0.2 %         |
| Panamá                           | 91.1 %               | 72.3 %                     | 17 %                          | 6 %            | 1.7 %                           | 2.9 %                | 0.1 %         |

### Etnografía
Centroamérica es una región compuesta por 6 países hispanohablantes y uno oficialmente angloparlante (Belice), aunque con una importante presencia hispana), con una población absoluta de 43 723 802 hab. en 2010 y 522 760 de km², y una densidad de 85 hab/km², sin embargo, en la región existen países densamente poblados como El Salvador, y otros con escasa población como Belice.
La composición etnográfica de esta región del continente Americano es muy diversa, compuesta principalmente de personas de origen mixto, es decir una mezcla entre los colonizadores españoles y las mujeres amerindias, esta mezcla se denomina mestizo. Honduras tienen los más altos porcentajes de personas mestizas, más del 80 %. Sin embargo, estos también componen la mayoría aunque no son la etnia dominante en Panamá, Nicaragua y Belice.
Costa Rica es el único país donde las personas de origen europeo son la mayoría, se debe a que la población amerindia siempre fue muy escasa, mientras en Guatemala y Nicaragua alcanzan más de un sexto de la población, la mayor parte de los blancos descienden de los antiguos colonizadores de España.
Actualmente, la población amerindia es muy reducida, esta es solo representativa en Guatemala, con cerca de dos quintos de su población, donde predominan hasta 24 grupos étnicos principalmente de origen maya. La mayor parte de la población nativa en la región habita en zonas rurales. Otros componentes de la sociedad centroamericana son los descendientes de africanos, donde la mayoría habita en Belice, Panamá, Nicaragua y Costa Rica. Los descendientes de inmigrantes asiáticos (principalmente chinos) que habitan en Panamá y Costa Rica. Entre otros grupos étnicos. Es importante recordar que la definición y pertenencia a un determinado grupo étnico, al igual que el resto de América Latina, varía de país a país y es determinado más por un sentido sociocultural que genético.
| Composición Étnica de América Central 2018 |          |         |            |        |         |       |
| País                                       | Mestizos | Blancos | Amerindios | Negros | Mulatos | Otros |
| Belice                                     | 52,9 %   | 4,8 %   | 11,3 %     | 25,9 % | -       | 5,1 % |
| Costa Rica                                 | 83,6 %   | 83,6 %  | 2,4 %      | 1,1 %  | 6,7 %   | 6,2 % |
| El Salvador                                | 91,3 %   | 91,3 %  | 8 %        | 0,1 %  | -       | 0,6 % |
| Guatemala                                  | 60,1 %   | 60,1 %  | 39,3 %     | -      | -       | 0,6 % |
| Honduras                                   | 90,0 %   | 1,0 %   | 7,0 %      | 2,0 %  | -       | -     |
| Nicaragua                                  | 69,0 %   | 17,0 %  | 5,0 %      | 9,0 %  | -       | -     |
| Panamá                                     | 65,0 %   | 6,7 %   | 12,3 %     | 9,2 %  | 6,8 %   | -     |

### Idiomas

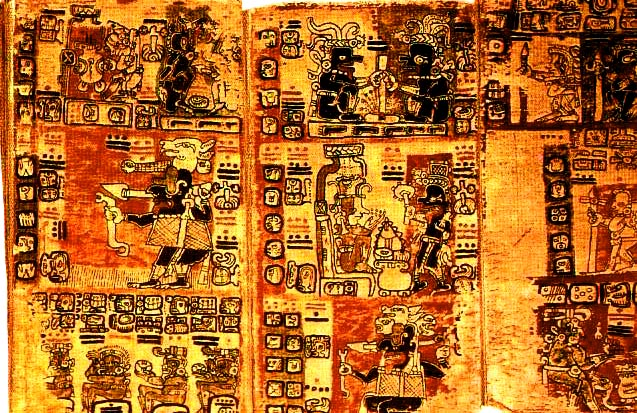
Códice Trocortesiano, ejemplo de la rica escritura maya.

La lengua oficial y la mayoritaria en los Estados centroamericanos es el español, exceptuando Belice, que tiene por lengua oficial el inglés. El principal punto de cohesión del español centroamericano es el uso del voseo en diferente medida y en distintos contextos; la única excepción es Panamá, donde se utiliza el español caribeño. Aún sobreviven muchas familias de lenguas prehispánicas, la más importante demográficamente es la familia mayense, aunque también es importante por su extensión la familia lenmichí (lencha-misulmalpa-chibcha) que se extiende hasta América del Sur. En Centroamérica también están presentes las lenguas xincas probablemente autóctona de la región y otras lenguas venidas del Mesoamérica como las lenguas chiapaneco-mangues y el idioma Náhuat. La familia tequistlateco-jicaque probablemente también es de origen mesoamericano. El garífuna de la familia arawak, hablado por unas 200 mil personas, fue llevado a Centroamérica durante el período colonial.
Las lenguas mayenses constituyen una familia lingüística formada por unas 26 lenguas emparentadas, habladas en Mesoamérica. Estas lenguas son habladas por, al menos, unos 6 millones de indígenas descendientes de los antiguos mayas, principalmente en Guatemala. En 1996, Guatemala reconoció formalmente 21 lenguas mayenses por su nombre y México reconoció otras 8 que no eran habladas en Guatemala.
Aunque las lenguas americanas tendrían un origen común, dado que se especula que los ancestros remotos de las poblaciones americanas emigraron probablemente, a través del estrecho de Beringia, desde Asia a este continente, actualmente, y como resultado de cambios ocurridos en ellas durante miles de años, son, en la mayoría de los casos, mutuamente ininteligibles.

### Idioma español en América Central
Español centroamericano
| Pos. | Países      | Población (2018) | ! % que habla español como lengua materna | Hablantes de español como lengua materna | % Hablantes de español como 1.ª y 2.ª lengua | Hablantes de español como 1.ª y 2.ª lengua | Total hablantes de español |
| ---- | ----------- | ---------------- | ----------------------------------------- | ---------------------------------------- | -------------------------------------------- | ------------------------------------------ | -------------------------- |
| 1    | Guatemala   | 17 245 346       | 60,0 %                                    | 10 347 208                               | 86,4 %                                       | 14 899 979                                 | 14 899 979                 |
| 2    | Honduras    | 9 417 167        | 97,16 %                                   | 9 149 719                                | 99,1 %                                       | 9 332 412                                  | 9 332 412                  |
| 3    | El Salvador | 6 411 558        | 99 %                                      | 6 347 442                                | 99,9 %                                       | 6 405 146                                  | 6 405 146                  |
| 4    | Nicaragua   | 6 284 757        | 87,4 %                                    | 5 492 878                                | 97 %                                         | 6 096 214                                  | 6 096 214                  |
| 5    | Costa Rica  | 4 953 199        | 97,25 %                                   | 4 816 986                                | 99,3 %                                       | 4 918 527                                  | 4 918 527                  |
| 6    | Panamá      | 4 162 618        | 86,8 %                                    | 3 613 152                                | 95,1 %                                       | 3 958 650                                  | 3 958 650                  |
| 7    | Belice      | 382 444          | 52,1 %                                    | 199 253                                  | 62,8 %                                       | 240 175                                    | 240 175                    |

Nota: La Academia Salvadoreña de la lengua española afirmó que El Salvador es uno de los dos países de América latina (junto a Argentina) que ha perdido su lengua de sus raíces el Idioma pipil o Náhuat, Nawat

### Indicadores demográficos

Países parte del SICA.

A continuación se presentan una serie de indicadores demográficos para la región. Las tasas de natalidad y de mortalidad, así como el crecimiento poblacional se basan en el World Population Prospects de la ONU.
| Países      | Natalidad (cada 1000 habitantes) (2015-2020) | Mortalidad (cada 1000 habitantes) (2015-2020) | Crecimiento poblacional (%) (2015-2020) |
| ----------- | -------------------------------------------- | --------------------------------------------- | --------------------------------------- |
| Belice      | 22,2                                         | 5,4                                           | 2,05                                    |
| Costa Rica  | 14,0                                         | 5,0                                           | 0,96                                    |
| El Salvador | 18,3                                         | 6                                             | 0,52                                    |
| Guatemala   | 24,8                                         | 4,8                                           | 1,94                                    |
| Honduras    | 21,4                                         | 4,8                                           | 1,62                                    |
| Nicaragua   | 18,9                                         | 4,8                                           | 1,07                                    |
| Panamá      | 19,0                                         | 5,1                                           | 1,55                                    |

## Integración centroamericana

Los países centroamericanos y las organizaciones de integración (PARLACEN, MCCA y SICA/ODECA)

Centroamérica vive un proceso de transformación político, económico y cultural al reafirmarse las intenciones de los estados centroamericanos a un fuerte proceso de integración.
Después de la anexión al Primer Imperio Mexicano de Iturbide, Centroamérica se consolida con la creación de las Provincias Unidas del Centro de América en 1823. Sin embargo, esta unión política se disolvió en una guerra civil entre 1838 y 1840. Aunque hubo varios intentos de reunificación, ninguno tuvo éxito.
El nacimiento de la Organización de Estados Centroamericanos (ODECA) en 1951 con la firma del Tratado de San Salvador, marca un nuevo camino en las sendas de la integración de Centroamérica. Desgraciadamente, el proceso no pudo acelerarse debido a conflictos internos entre diferentes Estados de Centroamérica. El proceso tendría que esperar hasta 1991 con el nacimiento del Sistema de la Integración Centroamericana (SICA), ya con un nuevo marco legal y resueltos los conflictos internos.
Actualmente, Centroamérica cuenta con organismos como el Parlamento Centroamericano (PARLACEN), el Banco Centroamericano de Integración Económica (BCIE), la Corte Centroamericana de Justicia (1907) y otros órganos regionales, además de muchos tratados de índole cultural, política y económica, como el Mercado Común Centroamericano (MCCA).
Así, el proceso de integración centroamericana ha tenido una gran aceleración en los últimos años, haciendo de Centroamérica una región cada vez más consolidada política, económica y culturalmente. Se espera que para finales de este año ya esté puesta en práctica la unión aduanera, libertad de movimiento de bienes y servicios, etc.
El proceso de integración centroamericana incluye algunos Estados que no son tradicionalmente centroamericanos como Panamá, Belice, e inclusive la República Dominicana, ya que forman parte del proceso de integración regional.
Costa Rica no ha tomado con muchos ánimos la aceleración del proceso de integración, ya que al parecer contravienen su propia legislación, por lo que no ha ratificado algunos de los tratados vinculantes con el proceso de integración regional. Panamá retiró sus credenciales del Parlamento Centroamericano y fue anunciado oficialmente a las oficinas centrales el 19 de agosto de 2009.
El panorama de lo que es Centroamérica es muy distinto, dependiendo del punto de vista de donde se mire. Así, la Centroamérica política o integracionista es muy diferente a la Centroamérica geográfica, o a la región económica del Mercado Común Centroamericano, o la región lingüística, o las regiones culturales.
La sede del Sistema de la Integración Centroamericana está en la ciudad de San Salvador, República de El Salvador.

## Economía de América Central
| Países      | Moneda oficial                |
| ----------- | ----------------------------- |
| Belice      | Dólar beliceño                |
| Costa Rica  | Colón                         |
| El Salvador | Dólar estadounidense          |
| Guatemala   | Quetzal                       |
| Honduras    | Lempira                       |
| Nicaragua   | Córdoba                       |
| Panamá      | Balboa / Dólar estadounidense |

La economía de América Central, está basada principalmente en la agricultura, el turismo y algunas industrias pequeñas, teniendo así en 2022 un PIB nominal de 291.200 millones de dólares.
Los principales destinos de exportación son Estados Unidos, Europa, y entre los mismos países de la región. Sus principales importaciones provienen de los países de la región, América del Norte (Estados Unidos y México) y de América del Sur (Brasil, Colombia, Venezuela y Argentina).[cita requerida]
El Canal de Panamá es una vía de la conexión del resto del mundo ubicada en América Central. Actualmente América Central sustenta en bloque un tratado de libre comercio (TLC) con los Estados Unidos denominado como CAFTA-RD, y otro en negociaciones con el Perú.
La región es particularmente atractiva para las empresas (especialmente las de confección) debido a su proximidad geográfica a los Estados Unidos, sus salarios muy bajos y sus considerables ventajas fiscales. Además, la caída de los precios del café y otros productos de exportación y las medidas de ajuste estructural promovidas por las instituciones financieras internacionales han arruinado en parte la agricultura, favoreciendo el surgimiento de las maquiladoras. Este sector representa el 42 % del total de las exportaciones de El Salvador, el 55 % de Guatemala y el 65 % de Honduras. Sin embargo, su contribución a las economías de estos países es discutible; las materias primas son importadas, los empleos son precarios y mal pagados, y las exenciones fiscales debilitan las finanzas públicas.
También se les critica por las condiciones de trabajo de los empleados: insultos y violencia física, despidos abusivos (especialmente de trabajadoras embarazadas), horarios de trabajo, falta de pago de horas extras. Según Lucrecia Bautista, coordinadora del sector de maquilas de la firma auditora Coverco, "las normas del derecho laboral son violadas regularmente en las maquilas y no hay voluntad política para hacer cumplir su aplicación". En el caso de las infracciones, la inspección de trabajo muestra una indulgencia notable. Se trata de no desanimar a los inversores. "Los sindicalistas están sometidos a presiones, y a veces a secuestros o asesinatos. En algunos casos, los líderes empresariales han utilizado los servicios de los maras. Por último, en los círculos empresariales circulan listas negras con los nombres de sindicalistas o activistas políticos.

### Salario mínimo (2021)
| Países      | Total mensual USD |
| ----------- | ----------------- |
| Panamá      | USD$326           |
| Costa Rica  | USD$603           |
| Honduras    | USD$316           |
| Guatemala   | USD$404           |
| El Salvador | USD$365           |
| Belice      | USD$250           |
| Nicaragua   | USD$181           |

### Exportaciones e importaciones
Los datos presentados han sido recolectados de las estimaciones del CIA World Factbook.
| Países      | Exportaciones De Bienes y Servicios (2016) | Importaciones de Bienes y Servicios (2016) | Balanza         |
| ----------- | ------------------------------------------ | ------------------------------------------ | --------------- |
| Panamá      | $14 700 000                                | $22 080 000                                | -$7 380 000     |
| Costa Rica  | $10 150 000                                | $14 660 000                                | -$4 510 000     |
| Guatemala   | $10 580 000                                | $16 760 000                                | -$6 180 000     |
| El Salvador | $4 186 000                                 | $8 823 000                                 | -$4 637 000     |
| Honduras    | $7 841 000                                 | $10 560 000                                | -$2 719 000 000 |
| Nicaragua   | 3772000000$                                | 6384000000$                                | -2612000000$    |

### Inversión extranjera directa
Según el Banco Mundial, Panamá, Costa Rica y Guatemala son los países que más reciben inversión extranjera directa de Centroamérica, y superan los mil millones de dólares estadounidenses:
| Países      | Inversión extranjera (2012) | Inversión extranjera (2013) | Inversión extranjera (2014) | Inversión extranjera (2015) | Inversión extranjera (2016) |
| ----------- | --------------------------- | --------------------------- | --------------------------- | --------------------------- | --------------------------- |
| Belice      | 194201409$                  | 92247731$                   | 141097030$                  | 59119224$                   | 32733411$                   |
| Costa Rica  | 2692160896$                 | 3284494667$                 | 2345257533$                 | 2955521680$                 | 2935113620$                 |
| El Salvador | 447709564$                  | 242345997$                  | 474801761$                  | 496992814$                  | 486478328$                  |
| Guatemala   | 1263638429$                 | 1353141908$                 | 1204670350$                 | 1175523400$                 | 1174500000$                 |
| Honduras    | 1067550208$                 | 1069029263$                 | 1094065691$                 | 1316679830$                 | 1128940000$                 |
| Nicaragua   | 767658534$                  | 815500000$                  | 840000000$                  | 949900000$                  | 887800000$                  |
| Panamá      | 3297100000$                 | 5053200000$                 | 5213800000$                 | 5057700000$                 | 5994600000$                 |

### Banca
Este es un ranking de los mayores bancos comerciales que operan en la región, para el cierre de 2023
| N.º | Banco                        | País        | Activos | Activos | Fundación | Tipo          |
| --- | ---------------------------- | ----------- | ------- | ------- | --------- | ------------- |
| 1   | BAC Credomatic               | Costa Rica  | 28135   | [ 59 ]  | 1952      | Privado       |
| 2   | Banco Industrial Guatemala   | Guatemala   | 20135   | [ 60 ]  | 1968      | Privado       |
| 3   | Banco General                | Panamá      | 18731   | [ 61 ]  | 1955      | Privado       |
| 4   | Banco Nacional de Costa Rica | Costa Rica  | 15880   | [ 62 ]  | 1877      | Banca pública |
| 5   | Banco Nacional               | Panamá      | 15300   | [ 63 ]  | 1904      | Banca pública |
| 6   | Banrural                     | Guatemala   | 14292   | [ 64 ]  | 1998      | Privado       |
| 7   | Banco de Costa Rica          | Costa Rica  | 11487   | [ 65 ]  | 1877      | Banca pública |
| 8   | Grupo Promerica              | Nicaragua   | 10012   | [ 66 ]  | 1991      | Privado       |
| 9   | Banco G&T Continental        | Guatemala   | 8504    | [ 67 ]  | 2000      | Privado       |
| 10  | Banco Popular                | Costa Rica  | 8048    | [ 68 ]  | 1969      | Banca pública |
| 11  | Banco Atlántida              | Honduras    | 6130    | [ 69 ]  | 1913      | Privado       |
| 12  | Banco Ficohsa                | Honduras    | 5742    | [ 70 ]  | 1994      | Privado       |
| 13  | Banco Agrícola               | El Salvador | 5661    | [ 71 ]  | 1955      | Privado       |
| 14  | Banco Agromercantil          | Guatemala   | 5642    | [ 72 ]  | 1948      | Privado       |
| 15  | Banco de los Trabajadores    | Guatemala   | 5336    | [ 73 ]  | 1966      | Privado       |
| 16  | Banco Lafise                 | Nicaragua   | 5253    | [ 74 ]  | 1985      | Privado       |
| 17  | Banco de Occidente           | Honduras    | 4378    | [ 75 ]  | 1951      | Privado       |
| 18  | Banco Cuscatlán              | El Salvador | 3994    | [ 76 ]  | 1972      | Privado       |

### Turismo

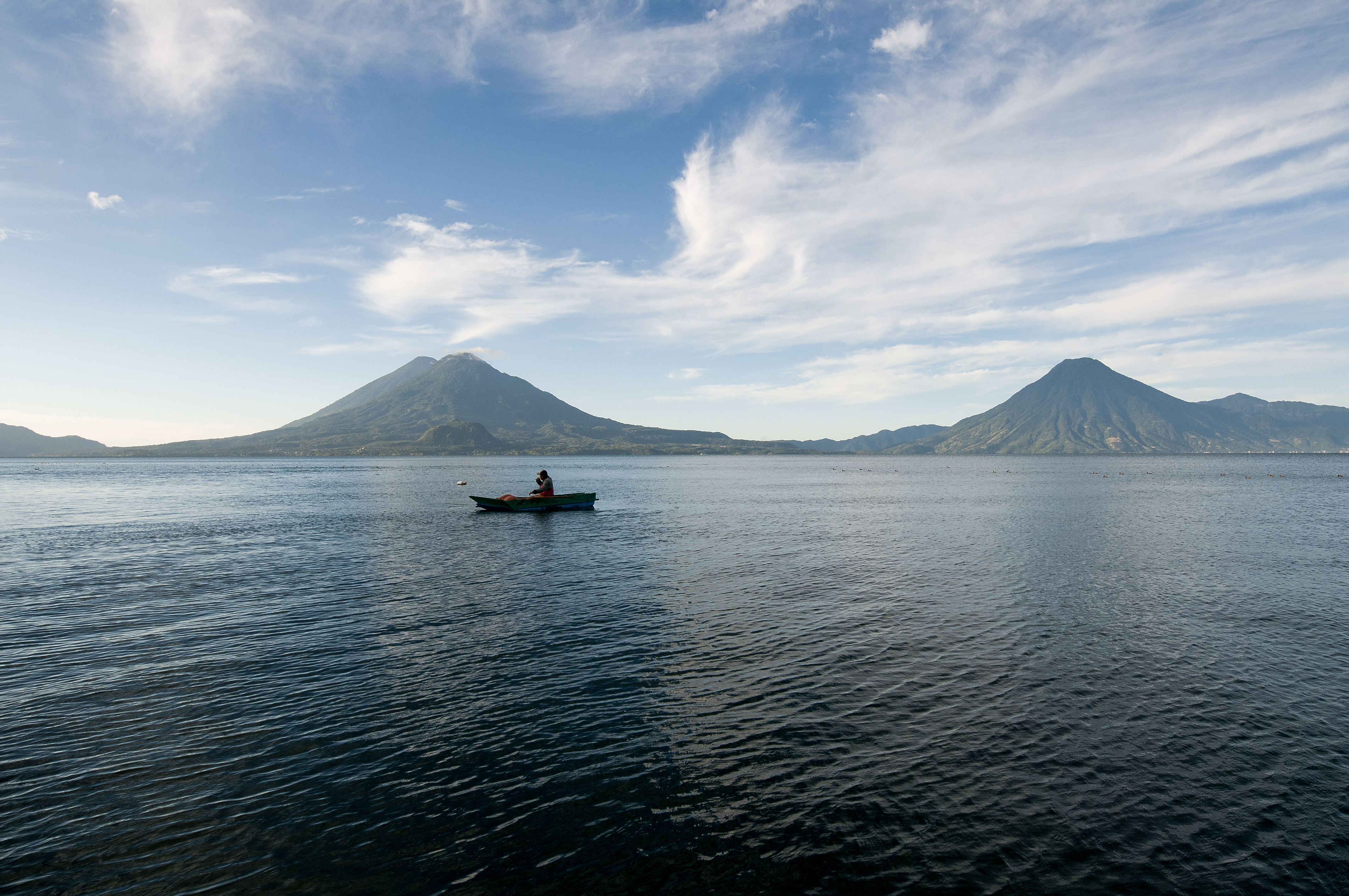
Lago de Atitlán (Guatemala), el mayor destino turístico natural dentro del istmo.

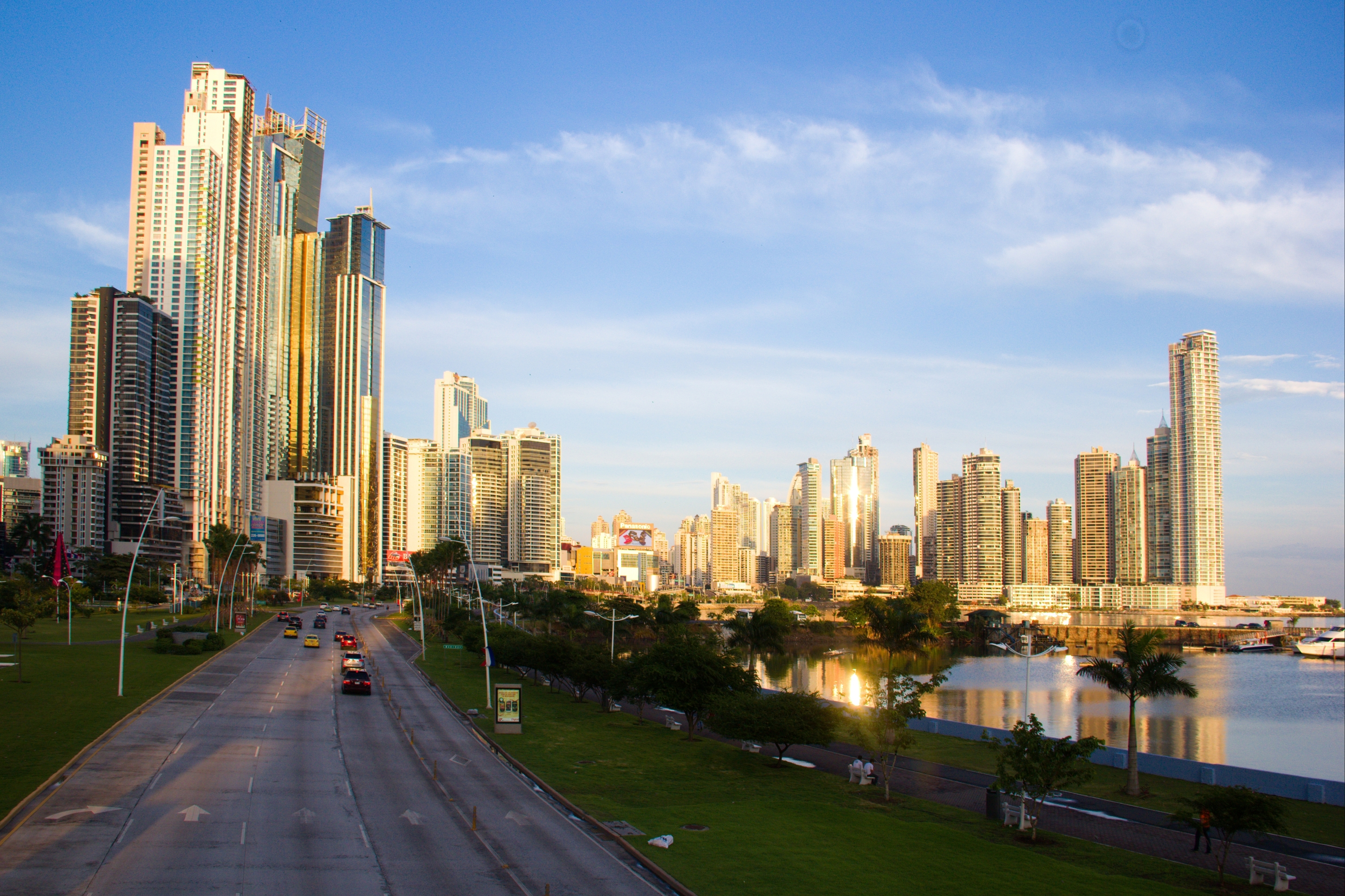
Ciudad de Panamá (Panamá), la ciudad más atractiva para hacer negocios dentro del istmo.

Según la Organización Mundial del Turismo (OMT); Costa Rica, El Salvador y Guatemala son los países que más turistas reciben en América Central, con más de 2 millones de turistas extranjeros,no obstante, el crecimiento turístico del istmo es menor que la medida mundial, debido a la falta de instituciones que promuevan las áreas turísticas y las desorganizadas dinámicas turísticas, aparte del descontrol sobre la delincuencia en ciertos lugares turísticos.

#### Visitantes Internacionales Recibidos
Datos de los años 2015 al 2023.
| Datos de Visitantes Internacionales Recibidos (en miles y millones) | Datos de Visitantes Internacionales Recibidos (en miles y millones) | Datos de Visitantes Internacionales Recibidos (en miles y millones) | Datos de Visitantes Internacionales Recibidos (en miles y millones) | Datos de Visitantes Internacionales Recibidos (en miles y millones) | Datos de Visitantes Internacionales Recibidos (en miles y millones) | Datos de Visitantes Internacionales Recibidos (en miles y millones) | Datos de Visitantes Internacionales Recibidos (en miles y millones) | Datos de Visitantes Internacionales Recibidos (en miles y millones) | Datos de Visitantes Internacionales Recibidos (en miles y millones) |
| Países                                                              | 2023                                                                | 2022                                                                | 2021                                                                | 2020                                                                | 2019                                                                | 2018                                                                | 2017                                                                | 2016                                                                | 2015                                                                |
| ------------------------------------------------------------------- | ------------------------------------------------------------------- | ------------------------------------------------------------------- | ------------------------------------------------------------------- | ------------------------------------------------------------------- | ------------------------------------------------------------------- | ------------------------------------------------------------------- | ------------------------------------------------------------------- | ------------------------------------------------------------------- | ------------------------------------------------------------------- |
| Costa Rica                                                          | 2,750                                                               | 2,350                                                               | 1,350                                                               | 1,010                                                               | 3,140                                                               | 3,020                                                               | 2,960                                                               | 2,930                                                               | 2,660                                                               |
| El Salvador                                                         | 2,480                                                               | 1,890                                                               | 1,220                                                               | 550                                                                 | 1,770                                                               | 1,680                                                               | 1,560                                                               | 1,430                                                               | 1,400                                                               |
| Guatemala                                                           | 2,020                                                               | 1,490                                                               | 600                                                                 | 400                                                                 | 1,750                                                               | 1,780                                                               | 1,660                                                               | 1,590                                                               | 1,470                                                               |
| Panamá                                                              | 1,870                                                               | 1,490                                                               | 620                                                                 | 410                                                                 | 1,750                                                               | 1,790                                                               | 1,840                                                               | 1,920                                                               | 2,110                                                               |
| Nicaragua                                                           | 1,090                                                               | 820                                                                 | 220                                                                 | 380                                                                 | 1,300                                                               | 1,260                                                               | 1,790                                                               | 1,500                                                               | 1,390                                                               |
| Honduras                                                            | 850                                                                 | 840                                                                 | 460                                                                 | 200                                                                 | 720                                                                 | 850                                                                 | 850                                                                 | 840                                                                 | 880                                                                 |
| Belice                                                              | 460                                                                 | 370                                                                 | 220                                                                 | 140                                                                 | 500                                                                 | 490                                                                 | 430                                                                 | 390                                                                 | 340                                                                 |

#### Divisas Recibidas Año 2021
| Divisas Recibidas USD (en millones y billones) | Divisas Recibidas USD (en millones y billones) | Divisas Recibidas USD (en millones y billones) | Divisas Recibidas USD (en millones y billones) | Divisas Recibidas USD (en millones y billones) | Divisas Recibidas USD (en millones y billones) | Divisas Recibidas USD (en millones y billones) | Divisas Recibidas USD (en millones y billones) | Divisas Recibidas USD (en millones y billones) | Divisas Recibidas USD (en millones y billones) |
| Países                                         | 2023                                           | 2022                                           | 2021                                           | 2020                                           | 2019                                           | 2018                                           | 2017                                           | 2016                                           | 2015                                           |
| ---------------------------------------------- | ---------------------------------------------- | ---------------------------------------------- | ---------------------------------------------- | ---------------------------------------------- | ---------------------------------------------- | ---------------------------------------------- | ---------------------------------------------- | ---------------------------------------------- | ---------------------------------------------- |
| Panamá                                         | 5,500                                          | 4,700                                          | -                                              | -                                              | -                                              | -                                              | -                                              | -                                              | -                                              |
| Costa Rica                                     | 4,800                                          | 3,900                                          | 1,700                                          | 1,300                                          | 4,000                                          | 3,800                                          | 3,700                                          | 3,600                                          | 3,300                                          |
| El Salvador                                    | 2,800                                          | 1,900                                          | 1,000                                          | 600                                            | 1,300                                          | 1,000                                          | 900                                            | 800                                            | 800                                            |
| Guatemala                                      | 1,400                                          | 1,000                                          | 400                                            | 300                                            | 1,200                                          | 1,200                                          | 1,200                                          | 1,200                                          | 1,200                                          |
| Honduras                                       | 700                                            | 500                                            | 300                                            | 200                                            | 500                                            | 600                                            | 600                                            | 600                                            | 700                                            |
| Belice                                         | 700                                            | 600                                            | 400                                            | 200                                            | 500                                            | 500                                            | 400                                            | 400                                            | 400                                            |
| Nicaragua                                      | 700                                            | 600                                            | 200                                            | 200                                            | 500                                            | 500                                            | 800                                            | 600                                            | 500                                            |

#### Subregión y lugar de procedencia y países con mayor afluencia de turistas (2021)
| País        | Norteamérica   | Centroamérica  | Sudamérica     | Europa         | Asia/Pacífico | Resto del mundo | Países con mayor afluencia turística                       |
| ----------- | -------------- | -------------- | -------------- | -------------- | ------------- | --------------- | ---------------------------------------------------------- |
| Costa Rica  | 72 % (952,872) | 6 % (78,425)   | 4 % (60,221)   | 17 % (229,813) | 1 % (12,268)  | 2 % (25,724)    | Estados Unidos 868,986 Canadá 53,185 España 41,857         |
| El Salvador | 60 %           | 30 %           | 5 %            | 5 %            | 0 %           | 0 %             | Estados Unidos 734,639 Guatemala 274,430 Honduras 74,893   |
| Panamá      | 28 % (183,807) | 11 % (71,329)  | 35 % (235,711) | 18 % (116,360) | 6 % (35,199)  | 2 % (23,156)    | Estados Unidos 149,752 Colombia 111,120 Venezuela 39,047   |
| Guatemala   | 40 % (264,089) | 48 % (318,097) | 4 % (27,955)   | 5 % (36,155)   | 0 %           | 3 % (15,013)    | Estados Unidos 233,429 El Salvador 215,673 Honduras 57,357 |
| Honduras    | 62 %           | 28 %           | 6 %            | 4 %            | 0 %           | 0 %             | Estados Unidos 230,061 El Salvador 48,750 Guatemala 36,648 |
| Nicaragua   | 22 % (83,528)  | 65 % (249,178) | 2 % (6,945)    | 6 % (22,415)   | 0 %           | 6 % (21,910)    | Costa Rica 95,096 Honduras 74,826 Estados Unidos 67,919    |
| Belice      | 74 %           | 13 %           | 1 %            | 11 %           | 1 %           | 0 %             | Estados Unidos 182,753 Canadá 5,161 Reino Unido 2,173      |

## Migración

### Emigración
La tabla siguiente muestra el número de centroamericanos que residen en el exterior. Las cifras provienen de la base de datos del Instituto de Políticas Migratorias (Migration Policy Institute), corresponden al 2020 y no incluye a todos los emigrantes ilegales. Por razones sociales, económicas y políticas más de 6 millones de centroamericanos han emigrado. El principal destino en seis de los siete países es Estados Unidos, la excepción es Nicaragua donde el principal destino es Costa Rica.
Se estima que más del 90 % de los migrantes de Panamá y Costa Rica son legales en sus actuales países de residencia.
| País        | Población en el exterior estimada | Porcentaje de la población que emigró | Principales países de destino                                                           |
| ----------- | --------------------------------- | ------------------------------------- | --------------------------------------------------------------------------------------- |
| El Salvador | 1 599 000                         | 24,61 %                               | Estados Unidos 1 411 000 Canadá 52 000 Guatemala 21 000 Costa Rica 17 000 Italia 17 000 |
| Belice      | 53 000                            | 12,64 %                               | Estados Unidos 43 000 México 2 000 Canadá 2 000 Reino Unido 2 000 Guatemala 1 000       |
| Nicaragua   | 718 000                           | 11,05 %                               | Costa Rica 351 000 Estados Unidos 255 000 España 43 000 Panamá 16 000 Canadá 11 000     |
| Honduras    | 985 000                           | 9,94 %                                | Estados Unidos 773 000 España 99 000 México 39 000 Nicaragua 13 000 El Salvador 12 000  |
| Guatemala   | 1 368 000                         | 7,61 %                                | Estados Unidos 1 227 000 México 46 000 Belice 27 000 Canadá 19 000 España 10 000        |
| Panamá      | 140 000                           | 3,27 %                                | Estados Unidos 100 000 Costa Rica 14 000 España 6 000 Canadá 3 000 Colombia 3 000       |
| Costa Rica  | 150 000                           | 2,92 %                                | Estados Unidos 97 000 Nicaragua 11 000 Panamá 9 000 España 5 000 Canadá 4 000           |

### Inmigración
América Central está en desequilibrio en cuanto a migración; ya que en Honduras, Nicaragua, El Salvador y Guatemala la cifra de personas que emigran de estos países es al menos diez veces mayor que los que emigran a ellos. No obstante, Costa Rica y Panamá presentan un panorama opuesto, pues su saldo migratorio es positivo ya que son más las personas que emigran a estos dos países, que los que emigran de ellos. Por su parte Belice se mantiene neutro debido a que tanto la emigración como la inmigración presentan números muy parecidos. Costa Rica es el país de América Latina con mayor porcentaje de inmigrante (una de cada diez personas es inmigrante). La tabla siguiente muestra el número de extranjeros que residen en cada país centroamericano. Las cifras provienen de la base de datos del Instituto de Políticas Migratorias (Migration Policy Institute), corresponden al 2020 y no incluye a todos los inmigrantes ilegales.
| País        | Población extranjera residente permanente estimada | Porcentaje de extranjeros | Principales países de origen                                                                |
| ----------- | -------------------------------------------------- | ------------------------- | ------------------------------------------------------------------------------------------- |
| Belice      | 62 000                                             | 14,79 %                   | Guatemala 27 000 El Salvador 10 000 Honduras 10 000 Estados Unidos 5 000 México 4 000       |
| Costa Rica  | 522 000                                            | 10,17 %                   | Nicaragua 351 000 Venezuela 28 000 Colombia 26 000 El Salvador 17 000 Estados Unidos 15 000 |
| Panamá      | 313 000                                            | 7,31 %                    | Venezuela 120 000 Colombia 51 000 China 22 000 Estados Unidos 17 000 Nicaragua 16 000       |
| El Salvador | 43 000                                             | 0,66 %                    | Honduras 12 000 Guatemala 9 000 Nicaragua 8 000 Estados Unidos 5 000 México 2 000           |
| Nicaragua   | 42 000                                             | 0,64 %                    | Honduras 13 000 Costa Rica 11 000 Estados Unidos 4 000 El Salvador 3 000 Guatemala 2 000    |
| Guatemala   | 84 000                                             | 0,46 %                    | El Salvador 21 000 México 19 000 Estados Unidos 9 000 Nicaragua 9 000 Honduras 9 000        |
| Honduras    | 39 000                                             | 0,39 %                    | El Salvador 9 000 Nicaragua 8 000 Estados Unidos 7 000 Guatemala 5 000 México 2 000         |

## Infraestructura y globalización

### Autopistas
El Informe Global de Competitividad del Foro Económico Mundial coloca Panamá en segundo puesto y a El Salvador en el tercer puesto en la clasificación de las mejores carreteras de América Latina solo superado por Chile.
La principal autopista de Centroamérica es la Carretera Panamericana, que recorre todos los países de América Central (sin Belice) y conecta a Norteamérica con Sudamérica. Además cada país cuenta con sus propias autopistas troncales, y redes viales primarias y secundarias que conectan con todos sus pueblos y puertos.

### Aeropuertos
La siguiente es una clasificación de los mejores aeropuertos en América Central según World Airport Awards 2015 otorgados por la agencia especializada Skytrax.
Panamá encabeza la lista de las capitales latinoamericanas mejor comunicadas por vía aérea.
Desde el Aeropuerto Internacional de Tocumen se puede tomar un vuelo directo hacia todas las capitales de la región con la excepción de La Paz, lo que la convierte en el principal centro de conexiones de América Latina.
En el caso del Sistema de Integración Centroamericana (formado por Panamá, Nicaragua, Guatemala, El Salvador, Honduras, Costa Rica y República Dominicana), Ciudad de Panamá es la que tiene vuelos directos a todas las demás capitales.
En segundo lugar está San Salvador que tiene conexión con todas sus pares menos con Santo Domingo.
| Puesto | Aeropuerto                          | Lugar               | País        | Uso             | Aerolíneas                                                                   | Destino más largo  |
| ------ | ----------------------------------- | ------------------- | ----------- | --------------- | ---------------------------------------------------------------------------- | ------------------ |
| 1      | Tocumen                             | Tocumen             | Panamá      | Civil           | Copa Airlines                                                                | Pekín              |
| 2      | Juan Santamaría                     | Alajuela            | Costa Rica  | Civil           | Nature Air SANSA Avianca Volaris                                             | Fráncfort del Meno |
| 3      | San Óscar Arnulfo Romero y Galdámez | San Luis Talpa      | El Salvador | Civil y militar | Avianca Volaris                                                              | Toronto            |
| 4      | Palmerola                           | Comayagua           | Honduras    | Civil y militar | Avianca Aerolíneas Sosa CM Airlines                                          | Barcelona          |
| 5      | La Aurora                           | Ciudad de Guatemala | Guatemala   | Civil y militar | Transportes Aéreos Guatemaltecos Avianca DHL de Guatemala ARM Aviación RACSA | Madrid             |
| 6      | Ramón Villeda Morales               | San Pedro Sula      | Honduras    | Civil           | Avianca Aerolíneas Sosa CM Airlines                                          | Madrid             |
| 7      | Augusto César Sandino               | Managua             | Nicaragua   | Civil           | La Costeña                                                                   | Atlanta            |

Tiempos desde y hacia América Central 
- Desde La Paz (El Salvador) hacia Nairobi (Kenia) - 1 día 1 hora, 2 escalas en Fortaleza (Brasil) y Lusaka (Zambia).
- Desde La Paz (El Salvador) hacia Johannesburgo (Sudáfrica) - 22 horas 25 minutos, 1 escala en Caracas (Venezuela).
- Desde San Salvador (El Salvador) hacia Reikiavik (Islandia) - 15 horas 30 minutos, escala en Florida (Estados Unidos).
- Desde Tocumen (Panamá) hacia Londres, Inglaterra (Reino Unido) - 13 horas 15 minutos, escala en La Paz (El Salvador).
- Desde San Salvador (El Salvador) hacia Seúl (Corea del Sur) - 22 horas y 25 minutos 1 escala en Kioto (Japón).
- Desde Tocumen (Panamá) hacia Barcelona (España) - 13 horas, 15 min, 1 escala en Madrid (España).
- Tocumen (Panamá) hacia Berlín (Alemania) - 12 horas 50 minutos, 1 escala en París (Francia).
- Desde Alajuela (Costa Rica) hacia Roma (Italia) - 14 horas 10 minutos, 1 escala en Lisboa (Portugal).
- Desde Alajuela (Costa Rica) hacia Luanda (Angola) - 1 Día 1 hora, 2 escalas en Praia (Cabo Verde) y Acra (Ghana).
- Desde Ciudad de Guatemala (Guatemala) hacia Chicago (Estados Unidos) - 6 horas 15 minutos, sin escalas.
- Desde Ciudad de Guatemala (Guatemala) hacia Bogotá (Colombia) - 3 horas 15 minutos, sin escala.
- Desde North End (San Andrés, Colombia) hacia Montreal (Canadá) - 14 horas 26 minutos, sin escala.

### Cables submarinos
Los principales cables submarinos que conectan América Central son MAYA-1, con una capacidad de transmisión y recepción de 95 GBps, y el cable ARCOS-1 con una capacidad de transmisión y recepción de 960 GBps.
Panamá además está conectada al cable SAC con una capacidad de 3840 GB y al cable PAN AM con una capacidad de 40 GB. Y Guatemala está conectada al cable SAm-1 que cuenta con una capacidad de 1920 GB.

### Uso de internet en Centroamérica
América Central es tecnológicamente una de las regiones menos avanzadas del mundo con una alta dependencia de las potencias del Primer Mundo para lograr entrar a la Globalización.
| Países      | % uso de Internet (2021) |
| ----------- | ------------------------ |
| Costa Rica  | 83 %                     |
| Guatemala   | 51 %                     |
| Panamá      | 68 %                     |
| Honduras    | 48 %                     |
| El Salvador | 63 %                     |
| Nicaragua   | 57 %                     |

## Uso del término
- Tanto América Central como Centroamérica son designaciones correctas del conjunto de países situados en el istmo centroamericano: Belice, Guatemala, Honduras, El Salvador, Nicaragua, Costa Rica y Panamá. Debe escribirse siempre en una sola palabra, pues el primer elemento se comporta como un prefijo; no es aceptable, pues, la grafía Centro América. No debe confundirse con Mesoamérica. México no forma parte de América Central, sino de América del Norte,[8] aunque las Naciones Unidas sí lo consideran como perteneciente a América Central[88]
- Usualmente los términos América Central y Centroamérica son sinónimos, pero en algunas ocasiones se hace una distinción entre ambos términos, haciendo referencia el primero (América Central) a un concepto puramente geográfico (que incluye a Panamá y Belice), y haciendo referencia el segundo (Centroamérica) a un concepto político (que no incluye a Belice) o a un concepto cultural e histórico (que no incluye a Panamá).